# 香港警務處
香港警務處（英語：Hong Kong Police Force，縮寫：HKPF）成立於1844年5月1日，是香港最早的現代警察機關之一，現隸屬香港政府保安局，為編制最龐大香港政府部門（2014年佔20.2%）、紀律部隊。2013年聯合國毒品和犯罪辦公室統計香港平均每100萬人有4,500名警察，警民比例居全球第5名，次于俄羅斯、土耳其、意大利、葡萄牙。雖然香港有中國人民解放軍駐香港部隊駐守，但解放軍並不干預香港地方事務，不會隨意離開駐地軍營。其他不少國家、地區部份由軍隊擔當的職能，在香港均由警方負責，如防守海岸、邊界巡邏、反恐行動等。現任警務處處長為周一鳴，在任行政長官李家超提名、建議下，由中華人民共和國國務院於2025年4月2日任命。
香港警察在1950至60年代由於港英政府奉行放任自由政策且管治政策偏向「以華制華」，導致警隊「流氓化」，貪污受賄之風盛行，市民對警隊的印象甚差。六六暴動、六七暴動後，港英政府於1974年成立廉政公署，對包括當時幾乎無人不貪污受賄的警隊在內的政府各個部門進行改革，後來香港警察素質大幅提升，市民對警察的印象也全面改觀，香港警隊一度被譽為「亞洲最精良的部隊」。根據香港民意研究所2020年5月4日至6日（2019年3月起發生反對逃犯條例修訂草案運動）電話訪問1,004名香港居民，對香港警隊的滿意度达4年来新低为36.8，逾4成市民評0分，評分亦繼續為9個紀律部隊中最低。此後滿意度持續回升，至2022年10月8日同所民調顯示，滿意度已經回升至56.4。

## 釋名
香港開埠初期，香港政府未有顧及華人社區需要，因此官方文件只會使用英文，視乎每次負責翻譯的人員，警察隊的中文名稱而有所不同，未有統一；例如早期的《香港轅門報》（即後來的《香港政府憲報》），警察隊有時譯為總緝捕署，有時譯為差役；在一些警察隊的官方文件，亦有使用香港警察司署。在一些私人著述裡，警察隊曾經稱為巡捕廳和大館；英文名稱則為Hong Kong Police Force，在一些警察隊的官方文件，亦有使用Police Department，基本上除了獲封時期以外，前者名稱一直沿用至今。
1935年，警察隊正式定名為香港警務處，同時使用香港警察隊、香港警察及香港警隊為副名。1941年12月25日至1945年1月18日，香港經歷三年零八個月日佔時期，期間警務處被改名為香港憲兵隊（Hong Kong Kempeitai），直至香港重光為止。
1969年，英國政府認為警務處處理香港親共人士發動的六七暴動有功，獲封皇家名銜，從而成為皇家香港警務處（副名皇家香港警察隊；英文副名：Royal Hong Kong Police Force），直至香港主權移交隨即恢復原名並更換新的徽章。

## 架構
警務處處長是香港警務處的最高指揮官，所有香港警察的長官，由行政長官提名，國務院（中央人民政府）任命，職級相當於首長級公務員薪級D8（薪級與決策局常任秘書長一樣），為紀律部隊首長之首。處長就警務處的管理及效率向保安局和行政長官負責，由三位副處長協助，其中一位主管行動，轄下設有兩個處級部門──行動處和刑事及保安處；另外一位主管管理事務，轄下分為三個處級部門：人事及訓練處、監管處和財務及政務及策劃處；最後一位主管國家安全，轄下一個處級部門：國家安全處。

### 架構圖
2020年7月1日起實施：

|  |  |            |            |            |            |              |              |                    |                    |                    |                    |                    |                    |                  |                  |          |          |                  |                  |                  |                  |                  |                  | 警務處       |              |              |              |              |              |                        |                        |                        |                        |                        |                        |                    |                    |                    |                    |                    |                    |                |                |                |                |              |              |                    |                    |                    |                    |                    |                    |                    |                    |                    |                    |                    |                    |                    |                    |                    |                    |                    |                    |  |  |  |  |                    |                    |                    |                    |                    |                    |  |  |  |  |  |  |  |  |
|  |  |            |            |            |            |              |              |                    |                    |                    |                    |                    |                    |                  |                  |          |          |                  |                  |                  |                  |                  |                  | 警務處處長   |              |              |              |              |              |                        |                        |                        |                        |                        |                        |                    |                    |                    |                    |                    |                    |                |                |                |                |              |              |                    |                    |                    |                    |                    |                    |                    |                    |                    |                    |                    |                    |                    |                    |                    |                    |                    |                    |  |  |  |  |                    |                    |                    |                    |                    |                    |  |  |  |  |  |  |  |  |
|  |  |            |            |            |            |              |              |                    |                    |                    |                    |                    |                    |                  |                  |          |          |                  |                  |                  |                  |                  |                  |              |              |              |              |              |              |                        |                        |                        |                        |                        |                        |                    |                    |                    |                    |                    |                    |                |                |                |                |              |              |                    |                    |                    |                    |                    |                    |                    |                    |                    |                    |                    |                    |                    |                    |                    |                    |                    |                    |  |  |  |  |                    |                    |                    |                    |                    |                    |  |  |  |  |  |  |  |  |
|  |  |            |            |            |            |              |              |                    |                    |                    |                    |                    |                    |                  |                  |          |          |                  |                  |                  |                  |                  |                  |              |              |              |              |              |              |                        |                        |                        |                        |                        |                        |                    |                    |                    |                    |                    |                    |                |                |                |                |              |              |                    |                    |                    |                    |                    |                    |                    |                    |                    |                    |                    |                    |                    |                    |                    |                    |                    |                    |  |  |  |  |                    |                    |                    |                    |                    |                    |  |  |  |  |  |  |  |  |
|  |  |            |            |            |            | 警務處副處長 | 警務處副處長 | 警務處副處長       | 警務處副處長       | 警務處副處長       | 警務處副處長       |                    |                    |                  |                  |          |          |                  |                  |                  |                  |                  |                  | 警務處副處長 | 警務處副處長 | 警務處副處長 | 警務處副處長 | 警務處副處長 | 警務處副處長 |                        |                        |                        |                        |                        |                        |                    |                    |                    |                    | 警務處副處長       | 警務處副處長       | 警務處副處長   | 警務處副處長   | 警務處副處長   | 警務處副處長   |              |              |                    |                    |                    |                    |                    |                    |                    |                    |                    |                    |                    |                    |                    |                    |                    |                    |                    |                    |  |  |  |  |                    |                    |                    |                    |                    |                    |  |  |  |  |  |  |  |  |
|  |  |            |            |            |            | 警務處副處長 | 警務處副處長 | 警務處副處長       | 警務處副處長       | 警務處副處長       | 警務處副處長       | （行動）           | （行動）           | （行動）         | （行動）         | （行動） | （行動） |                  |                  |                  |                  |                  |                  | 警務處副處長 | 警務處副處長 | 警務處副處長 | 警務處副處長 | 警務處副處長 | 警務處副處長 |                        |                        |                        |                        |                        |                        | （管理）           | （管理）           | （管理）           | （管理）           | （管理）           | （管理）           | 警務處副處長   | 警務處副處長   | 警務處副處長   | 警務處副處長   |              |              |                    |                    |                    |                    |                    |                    |                    |                    | （國家安全）       | （國家安全）       | （國家安全）       | （國家安全）       | （國家安全）       | （國家安全）       |                    |                    |                    |                    |  |  |  |  |                    |                    |                    |                    |                    |                    |  |  |  |  |  |  |  |  |
|  |  |            |            |            |            |              |              |                    |                    |                    |                    | （行動）           | （行動）           | （行動）         | （行動）         | （行動） | （行動） |                  |                  |                  |                  |                  |                  |              |              |              |              |              |              |                        |                        |                        |                        |                        |                        | （管理）           | （管理）           | （管理）           | （管理）           | （管理）           | （管理）           |                |                |                |                |              |              |                    |                    |                    |                    |                    |                    |                    |                    | （國家安全）       | （國家安全）       | （國家安全）       | （國家安全）       | （國家安全）       | （國家安全）       |                    |                    |                    |                    |  |  |  |  |                    |                    |                    |                    |                    |                    |  |  |  |  |  |  |  |  |
|  |  |            |            |            |            |              |              |                    |                    |                    |                    |                    |                    |                  |                  |          |          |                  |                  |                  |                  |                  |                  |              |              |              |              |              |              |                        |                        |                        |                        |                        |                        |                    |                    |                    |                    |                    |                    |                |                |                |                |              |              |                    |                    |                    |                    |                    |                    |                    |                    |                    |                    |                    |                    |                    |                    |                    |                    |                    |                    |  |  |  |  |                    |                    |                    |                    |                    |                    |  |  |  |  |  |  |  |  |
|  |  | 行動處處長 | 行動處處長 | 行動處處長 | 行動處處長 | 行動處處長   | 行動處處長   |                    |                    | 刑事及保安處處長   | 刑事及保安處處長   | 刑事及保安處處長   | 刑事及保安處處長   | 刑事及保安處處長 | 刑事及保安處處長 |          |          | 人事及訓練處處長 | 人事及訓練處處長 | 人事及訓練處處長 | 人事及訓練處處長 | 人事及訓練處處長 | 人事及訓練處處長 | 監管處處長   | 監管處處長   | 監管處處長   | 監管處處長   | 監管處處長   | 監管處處長   | 財務、政務及策劃處處長 | 財務、政務及策劃處處長 | 財務、政務及策劃處處長 | 財務、政務及策劃處處長 | 財務、政務及策劃處處長 | 財務、政務及策劃處處長 |                    |                    |                    |                    | 國家安全處處長     | 國家安全處處長     | 國家安全處處長 | 國家安全處處長 | 國家安全處處長 | 國家安全處處長 |              |              |                    |                    |                    |                    |                    |                    |                    |                    |                    |                    |                    |                    |                    |                    |                    |                    |                    |                    |  |  |  |  |                    |                    |                    |                    |                    |                    |  |  |  |  |  |  |  |  |
|  |  | 行動處處長 | 行動處處長 | 行動處處長 | 行動處處長 | 行動處處長   | 行動處處長   | 警務處高級助理處長 | 警務處高級助理處長 | 警務處高級助理處長 | 警務處高級助理處長 | 警務處高級助理處長 | 警務處高級助理處長 | 刑事及保安處處長 | 刑事及保安處處長 |          |          | 人事及訓練處處長 | 人事及訓練處處長 | 人事及訓練處處長 | 人事及訓練處處長 | 人事及訓練處處長 | 人事及訓練處處長 | 監管處處長   | 監管處處長   | 監管處處長   | 監管處處長   | 監管處處長   | 監管處處長   | 財務、政務及策劃處處長 | 財務、政務及策劃處處長 | 財務、政務及策劃處處長 | 財務、政務及策劃處處長 | 財務、政務及策劃處處長 | 財務、政務及策劃處處長 | 警務處高級助理處長 | 警務處高級助理處長 | 警務處高級助理處長 | 警務處高級助理處長 | 警務處高級助理處長 | 警務處高級助理處長 | 國家安全處處長 | 國家安全處處長 | 國家安全處處長 | 國家安全處處長 |              |              | 警務處高級助理處長 | 警務處高級助理處長 | 警務處高級助理處長 | 警務處高級助理處長 | 警務處高級助理處長 | 警務處高級助理處長 | 警務處高級助理處長 | 警務處高級助理處長 | 警務處高級助理處長 | 警務處高級助理處長 | 警務處高級助理處長 | 警務處高級助理處長 | 首長級乙一級政務官 | 首長級乙一級政務官 | 首長級乙一級政務官 | 首長級乙一級政務官 | 首長級乙一級政務官 | 首長級乙一級政務官 |  |  |  |  | 警務處高級助理處長 | 警務處高級助理處長 | 警務處高級助理處長 | 警務處高級助理處長 | 警務處高級助理處長 | 警務處高級助理處長 |  |  |  |  |  |  |  |  |
|  |  |            |            |            |            |              |              | 警務處高級助理處長 | 警務處高級助理處長 | 警務處高級助理處長 | 警務處高級助理處長 | 警務處高級助理處長 | 警務處高級助理處長 |                  |                  |          |          |                  |                  |                  |                  |                  |                  |              |              |              |              |              |              |                        |                        |                        |                        |                        |                        | 警務處高級助理處長 | 警務處高級助理處長 | 警務處高級助理處長 | 警務處高級助理處長 | 警務處高級助理處長 | 警務處高級助理處長 |                |                |                |                |              |              | 警務處高級助理處長 | 警務處高級助理處長 | 警務處高級助理處長 | 警務處高級助理處長 | 警務處高級助理處長 | 警務處高級助理處長 | 警務處高級助理處長 | 警務處高級助理處長 | 警務處高級助理處長 | 警務處高級助理處長 | 警務處高級助理處長 | 警務處高級助理處長 | 首長級乙一級政務官 | 首長級乙一級政務官 | 首長級乙一級政務官 | 首長級乙一級政務官 | 首長級乙一級政務官 | 首長級乙一級政務官 |  |  |  |  | 警務處高級助理處長 | 警務處高級助理處長 | 警務處高級助理處長 | 警務處高級助理處長 | 警務處高級助理處長 | 警務處高級助理處長 |  |  |  |  |  |  |  |  |
|  |  | 行動部     | 行動部     | 行動部     | 行動部     | 行動部       | 行動部       |                    |                    | 刑事部             | 刑事部             | 刑事部             | 刑事部             | 刑事部           | 刑事部           |          |          | 人事部           | 人事部           | 人事部           | 人事部           | 人事部           | 人事部           | 資訊科技部   | 資訊科技部   | 資訊科技部   | 資訊科技部   | 資訊科技部   | 資訊科技部   | 財務部                 | 財務部                 | 財務部                 | 財務部                 | 財務部                 | 財務部                 |                    |                    |                    |                    | 國家安全處         | 國家安全處         | 國家安全處     | 國家安全處     | 國家安全處     | 國家安全處     |              |              |                    |                    |                    |                    |                    |                    |                    |                    |                    |                    |                    |                    |                    |                    |                    |                    |                    |                    |  |  |  |  |                    |                    |                    |                    |                    |                    |  |  |  |  |  |  |  |  |
|  |  | 行動部     | 行動部     | 行動部     | 行動部     | 行動部       | 行動部       | 支援部             | 支援部             | 支援部             | 支援部             | 支援部             | 支援部             | 刑事部           | 刑事部           |          |          | 人事部           | 人事部           | 人事部           | 人事部           | 人事部           | 人事部           | 資訊科技部   | 資訊科技部   | 資訊科技部   | 資訊科技部   | 資訊科技部   | 資訊科技部   | 財務部                 | 財務部                 | 財務部                 | 財務部                 | 財務部                 | 財務部                 | 保安部             | 保安部             | 保安部             | 保安部             | 保安部             | 保安部             | 國家安全處     | 國家安全處     | 國家安全處     | 國家安全處     |              |              | 警察學院           | 警察學院           | 警察學院           | 警察學院           | 警察學院           | 警察學院           | 服務質素監察部     | 服務質素監察部     | 服務質素監察部     | 服務質素監察部     | 服務質素監察部     | 服務質素監察部     | 政務部             | 政務部             | 政務部             | 政務部             | 政務部             | 政務部             |  |  |  |  |                    |                    |                    |                    |                    |                    |  |  |  |  |  |  |  |  |
|  |  | 公共關係部 | 公共關係部 | 公共關係部 | 公共關係部 | 公共關係部   | 公共關係部   | 支援部             | 支援部             | 支援部             | 支援部             | 支援部             | 支援部             |                  |                  |          |          |                  |                  |                  |                  |                  |                  |              |              |              |              |              |              |                        |                        |                        |                        |                        |                        | 保安部             | 保安部             | 保安部             | 保安部             | 保安部             | 保安部             | 策劃及發展部   | 策劃及發展部   | 策劃及發展部   | 策劃及發展部   | 策劃及發展部 | 策劃及發展部 | 警察學院           | 警察學院           | 警察學院           | 警察學院           | 警察學院           | 警察學院           | 服務質素監察部     | 服務質素監察部     | 服務質素監察部     | 服務質素監察部     | 服務質素監察部     | 服務質素監察部     | 政務部             | 政務部             | 政務部             | 政務部             | 政務部             | 政務部             |  |  |  |  |                    |                    |                    |                    |                    |                    |  |  |  |  |  |  |  |  |
|  |  | 公共關係部 | 公共關係部 | 公共關係部 | 公共關係部 | 公共關係部   | 公共關係部   | 警察總區           |                    |                    |                    |                    |                    |                  |                  |          |          |                  |                  |                  |                  |                  |                  |              |              |              |              |              |              |                        |                        |                        |                        |                        |                        |                    |                    |                    |                    |                    |                    | 策劃及發展部   | 策劃及發展部   | 策劃及發展部   | 策劃及發展部   | 策劃及發展部 | 策劃及發展部 |                    |                    |                    |                    |                    |                    |                    |                    |                    |                    |                    |                    |                    |                    |                    |                    |                    |                    |  |  |  |  |                    |                    |                    |                    |                    |                    |  |  |  |  |  |  |  |  |

### 部門
警務處架構由以下6大部門（即處）組成：
- 甲部門（行動處）下設行動部、支援部、公共關係部及6個警察總區，負責警務處的日常行動性事務。
  - 行動部：轄下有行動科，行動科轄下有行動組、反恐怖活動及內部保安組及重點及搜查組（包括警察搜查隊及警犬隊），主要責任是處理行動事務的人手事宜，包括制訂及發佈警務處有關的行動政策及指令等，包括香港邊境禁區保安、統轄總部的指揮及控制中心的運作、調配警務處的行動資源、與中國人民解放軍駐香港部隊及聯絡訪問香港的軍隊等等[15]。
  - 支援部：主要責任為負責在多個不同政策範疇制訂政策、程序及命令等，以及就跨部門事宜與其他香港政府部門聯絡。
  - 公共關係部：前身為警察公共關係科。
- 乙部門（刑事及保安處）負責制訂警務處在刑事及保安方面的政策，以及有關事宜的整體指揮事務。
  - 刑事部
  - 保安部：主要責任為負責多項與保安有關係的事宜，包括要員保護、防範及對付恐怖活動，以及統籌保安事務[16][17]。
- 丙部門（人事及訓練處）
  - 人事部：主要責任為處理對警務人員執勤時表現的管理、職業發展、調職安排、增薪、晉升、人力策劃和招募等等相關人力資源管理方面的事宜[18]。
  - 香港警察學院
- 丁部門（監管處）
  - 資訊系統部：主要責任為負責轄下各課在資訊系統上擔任重要的決策角色，統籌所有與資訊科技保安以及審計、行政、財務、策劃、人事及訓練等相關事務[19]。於2011年3月月中獲得國際標準組織ISO 27001認證[20]。
  - 服務質素監察部
- 戊部門（財務、政務及策劃處）
  - 財務部
  - 政務部
  - 策劃及發展部：主要責任為策劃及發展新警察建築物和設施，透過監察香港基礎設施發展及人口自然增長率，對警務處的物業及辦公地方提出規劃，並且監督現有警察建築物的維修及改善需要，以確保警察建築物得以妥善運作，並且提高現有警察設施的運作效率[21]。
- 國安部門（國家安全處）

### 職級
香港警察職級分為3級，即憲委級、督察級及員佐級，共15個警銜，實際為13個職級。總警司及以上屬於首長級公務員。
| 所屬職級               | 职位中文名稱、英文名稱及縮寫                                        | 肩章 | 人數                                      | 崗位 | 備註 |
| ---------------------- | ------------------------------------------------------------------- | ---- | ----------------------------------------- | --- | --- |
| 憲委級（高級警官）     | 警務處處長（Commissioner of Police，CP）                            |      | 1名                                       | 香港警務處最高指揮官，政府主要官員之一，職級相當於首長級公務員薪級D8。 | 需要由國務院（中央人民政府）任命 |
| 憲委級（高級警官）     | 警務處副處長（Deputy Commissioner of Police，DCP）                  |      | 3名                                       | 分別領導「行動」、「管理」及「國家安全」事務，職級相當於首長級公務員薪級D5。 | 2019年行政長官林鄭月娥委任前警務處副處長（行動）劉業成擔任警務處副處長（特別職務）任職3個月，現已完全退休 2020年7月3日行政長官林鄭月娥委任警務處高級助理處長劉賜蕙為警務處副處長（國家安全） |
| 憲委級（高級警官）     | 警務處高級助理處長（Senior Assistant Commissioner of Police，SACP） |      | 正規:5名 輔警:1名（輔助警察隊總監）       | 分別出任行動處、刑事及保安處、人事及訓練處、監管處及國家安全處處長，職級相當於首長級公務員薪級D3。財務、政務及策劃處處長是由一位與高級助理處長相等職級的首長級政務官擔任，固不屬正規警務人員，近年由首長級乙一級政務官擔任，屬於首長級公務員薪級D4。 | |
| 憲委級（高級警官）     | 警務處助理處長（Assistant Commissioner of Police，ACP）             |      | 正規:17名 輔警:1名（輔助警察隊副總監）    | - 9名分別領導行動處轄下行動部，支援部和公共關係部、刑事及保安處轄下刑事部及保安部、人事及訓練處轄下人事部及香港警察學院（作為院長）、監管處轄下資訊系統部和服務質素部. - 2名出任國家安全處的助理處長 - 6名分別出任水警總區指揮官及5個陸上總區指揮官，包括新界南總區、新界北總區、西九龍總區、東九龍總區及港島總區，職級相當於首長級公務員薪級D2 在2022年3月，警隊特別加設助理處長（特別職務）（支援）職位，屬有時限的首長級編外職位，負責就社區和傳媒關係事宜，向警務處處長和高級官員提供建議，以及聯繫警隊不同部門，對外作為官方發言人，代表警隊向傳媒和公眾傳遞重要信息等。財務、政務及策劃處處長轄下的政務部及財務部則各自由一位助理處長相等職級的文職人員擔任警察政務秘書（政務主任或行政主任職系）和財務總監（庫務會計師職系）領導部門，財務、政務及策劃處處長轄下的策劃及發展部則由一名總警司領導。 | |
| 憲委級（高級警官）     | 總警司（Chief Superintendent of Police，CSP）                       |      | 正規:47名 輔警:5名（5個陸上總區輔警總部） | 1名出任策劃及發展部部長、20名駐守警察總部、6名出任六個總區副指揮官、19名出任24個警區中的19個警區指揮官，職級相當於首長級公務員薪級D1。 | |
| 憲委級（高級警官）     | 高級警司（Senior Superintendent of Police，SSP）                    |      | 正規:101名 輔警:9名                       | 分別出任警區副指揮官或者部門副主管。輔助警察高級警司出任高級警司（行動及訓練）（輔警）、高級警司（人事及支援）（輔警）並駐5個陸上總區總部。 | |
| 憲委級（高級警官）     | 警司（Superintendent of Police，SP）                                |      | 正規:293名 輔警:20名                      | 分別出任單位主管或者分區指揮官。 | |
| 督察級（警官）         | 總督察（Chief Inspector of Police，CIP）                            |      | 601名                                     | 分別出任單位副主管或者分區副指揮官。 | |
| 督察級（警官）         | 高級督察（Senior Inspector of Police，SIP）                         |      | 逾2,000名                                 | 出任小隊指揮官。 | 薪俸不同，實際上是同等層級。 |
| 督察級（警官）         | 督察（Inspector of Police，IP）                                     |      | 逾2,000名                                 | 出任小隊指揮官。 | 薪俸不同，實際上是同等層級。 |
| 督察級（警官）         | 見習督察（Probationary Inspector of Police，PI）                    |      | 逾2,000名                                 | 出任小隊指揮官。 | |
| 員佐級（初級警務人員） | 警署警長（Station Sergeant，SSGT）                                  |      | 約1,400名                                 | 出任小隊指揮官或者小隊副指揮官。 | |
| 員佐級（初級警務人員） | 警長（Sergeant，SGT）                                               |      | 約5,400名                                 | 負責分段或車輛指揮。 | |
| 員佐級（初級警務人員） | 高級警員（Senior Police Constable，SPC）                            |      | 約21,300名                                | | 薪俸不同，實際上是同等層級。 |
| 員佐級（初級警務人員） | 警員（Police Constable，PC）                                        |      | 約21,300名                                | | 薪俸不同，實際上是同等層級。 |

### 處所

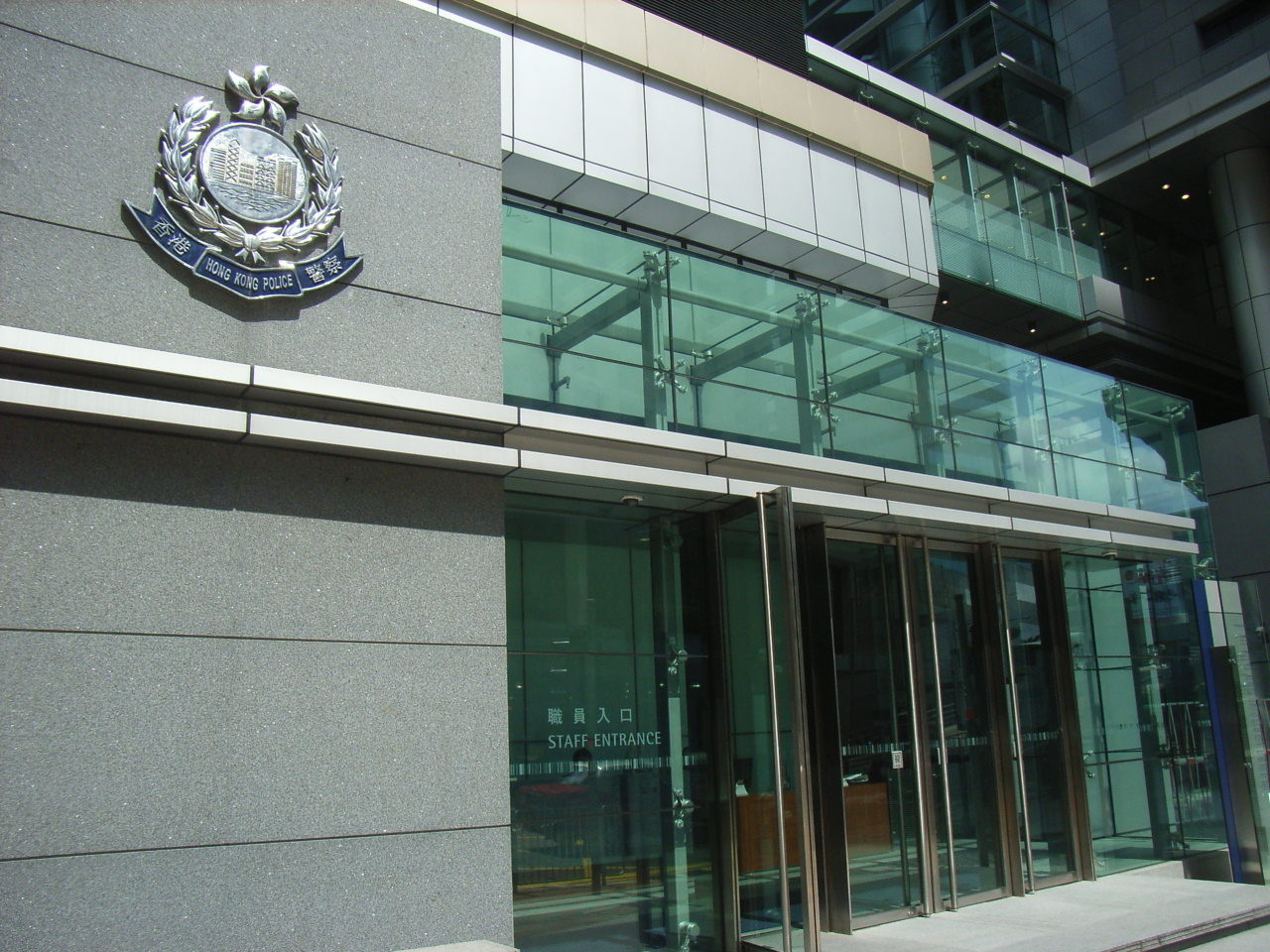
香港警察總部人員專用入口

香港警務處的處所具備層級系統，視乎各種因素設立，在系統中的最頂級者為香港警察總部，旗下每個總區均設立一個總區總部，而旗下每個警區均設立一個警區總部；在警區總部下，均設有警區警署，大部份再下設分區警署。此外，視乎社區情況需要，可能尚有警崗、警察服務中心及警察社區聯絡辦事處設立。過往，在此系統中，更出現過流動警署、派出所及流動報案中心。

#### 警察報案中心

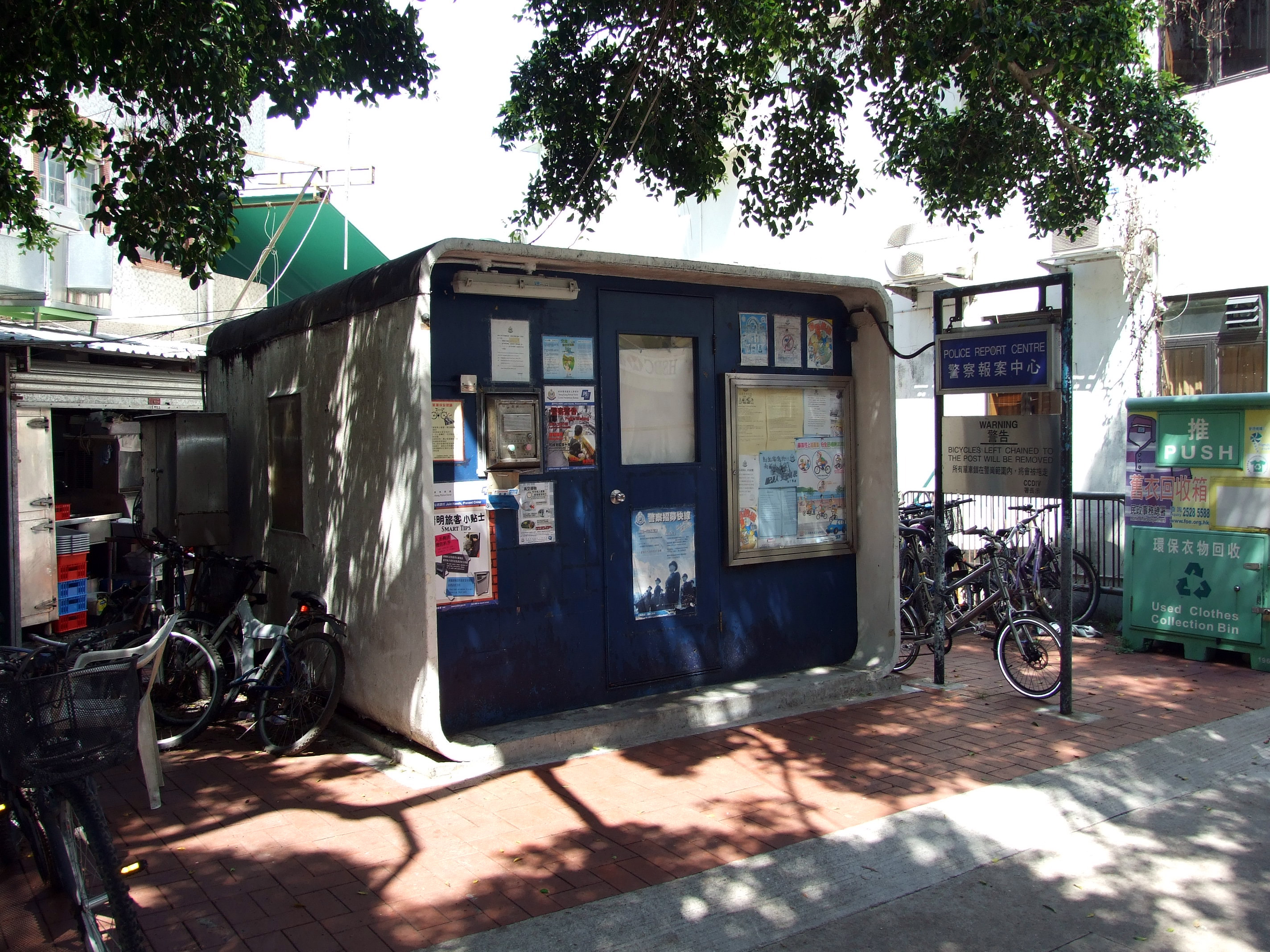
榕樹灣警察報案中心

警察報案中心（英文：Police Reporting Centre）為警務處處所層級之一，其設立為方便及有效率地處理公眾的報案。1970年代，在多條香港公共屋邨附近都設有一座流動報案中心，其面積及體積不大，僅具備辦公室的基本設備。1973年，位於彩虹村、首座以玻璃纖維強化塑膠建造的流動報案中心啟用。使用此種物料製造，方便居民報案，並且對匪徒能夠產生起阻嚇作用。

#### 警察社區聯絡辦事處

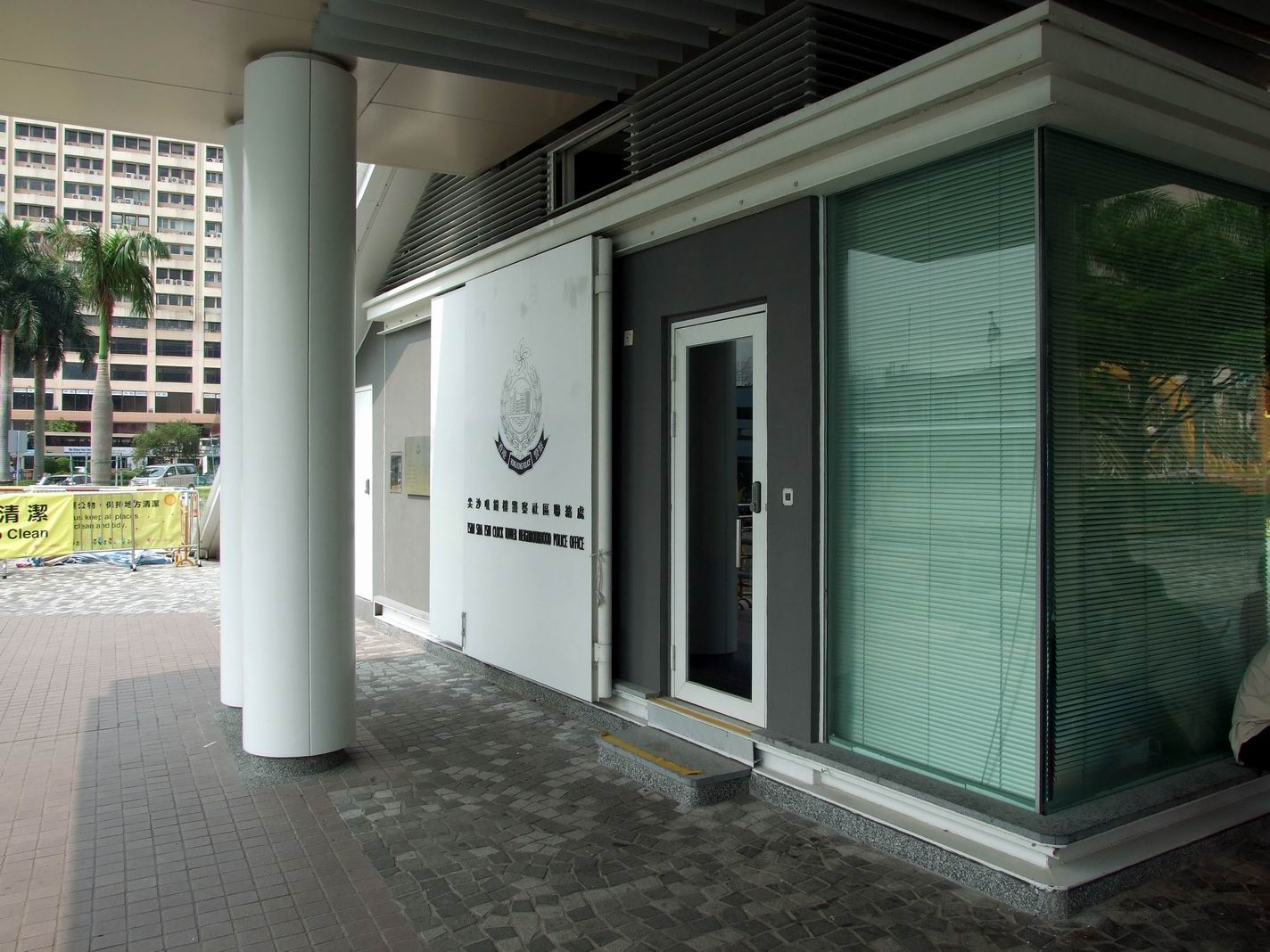
尖沙咀鐘樓旁的警察社區聯絡辦事處

警察社區聯絡辦事處（英文：Neighbourhood Police Office，縮寫：NPO）為警務處處所層級之一，主要作為報案中心用途，其設立為方便及有效率地處理公眾的報案，同時加強警察與社區之關係，提升防止及打擊罪案的效能。1974年，皇家香港警務處參考中華人民共和國公安部，開始在地區派出所，以求與居民建立伙伴的關係，加強巡邏及迅速地對求助採取行動。後來因應香港人口遷移和犯罪模式等等香港社會的改變，派出所系統於1984年6月起取消及更改為警察社區聯絡辦事處。於實行派出所系統年代，各派出所由一名警署警長領導，由一名警長帶領4名警員組成一支小隊，人員分為3個更份當值。

#### 警察車輛扣留中心
為了維護道路交通安全及打擊罪行，警方交通部會對違反法例的車輛扣押在車輛扣留中心，以作調查，取證及檢驗之用。
目前警方在鰂魚涌，九龍灣，大欖涌及小蠔灣設置車輛扣留中心。

## 歷史

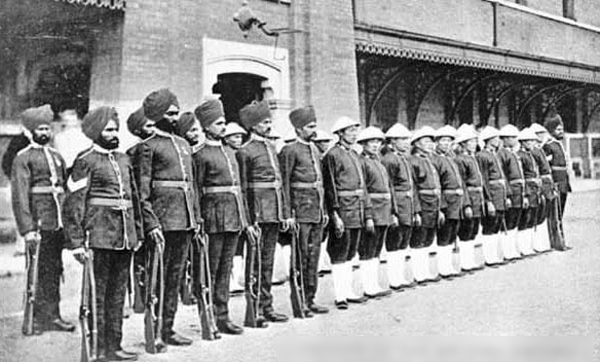
1906年於大館（即舊中區警署）舉行的檢閱儀式，包括摩羅差與華裔差人

香港警隊為全世界之次、亞洲之首個擁有現代警察制度以維持公共安全的警務機關，香港警察歷史超過180年，經過多番脫變和轉捩點；從首階段的殖民地警察部隊、於1970年代起現代化，至1990年代初期起進入第三階段，發展成為服務型的警察隊伍。香港警察被譽為是世界上最專業及優秀的警察機構之一。

### 雙十暴動

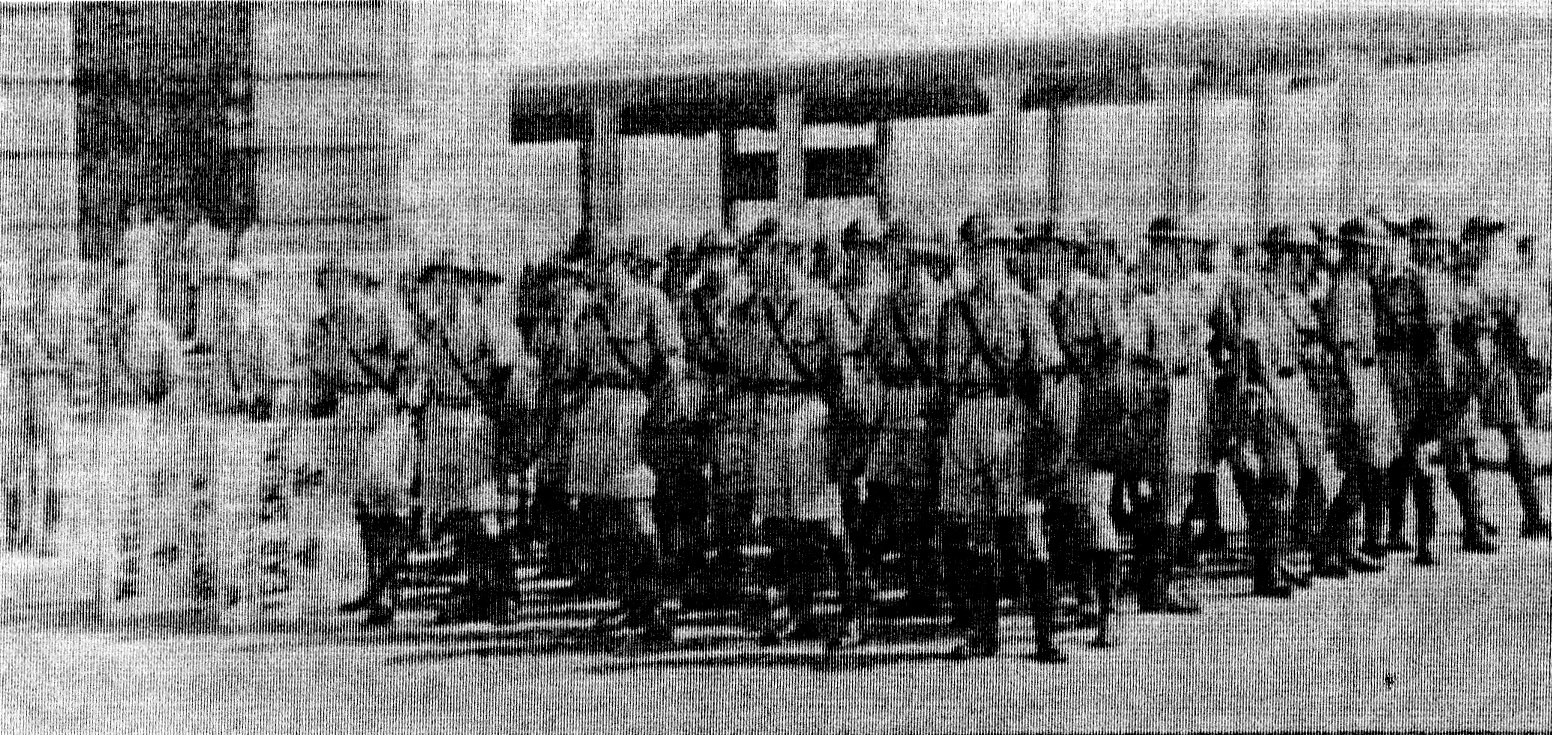
列隊的防暴隊準備處理雙十暴動

雙十暴動事發於1956年10月10日至12日間，事發源於徙置事務處的職員移走一面中華民國國旗所致，警務處派出防暴警察及出動裝甲車，並且施放催淚彈鎮壓，最終於駐港英軍的協助下，事件才告平息。事件造成59人死亡，逾300人受傷，逾1,000人被拘捕，是香港歷史上死亡人數最高的暴動，亦因此促成了警察訓練分遣隊的成立。

### 天星小輪加價事件
天星小輪加價事件發生於1966年，事件源於天星小輪有限公司增加票價，香港市民上街抗議，後來演變成為騷亂，包括針對警察的暴行。警察訓練分遣隊需要施放催淚彈、木彈及實彈鎮壓，駐港英軍介入，最終平息事件。

### 六七暴動

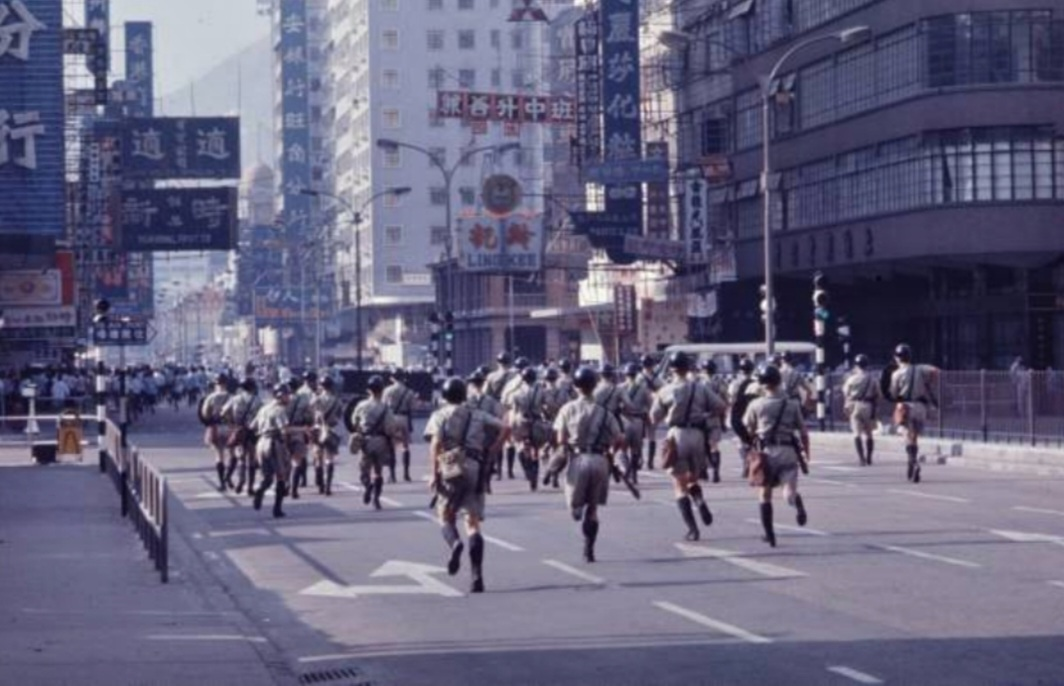
六七暴動時警察訓練分遣隊採取警務行動

於1967年5月6日，「左派」在毛澤東發動的文化大革命影響下，將文革的影響力擴展到香港，展開對抗殖民地政府的暴動。鬥委會在新華社香港分社及中共中央香港工作委員會的支持下，由最初的罷工、示威、縱火，得不到普羅市民響應後，卻將暴力提升為暗殺、炸彈襲擊、搶槍及槍戰。在事件中，所有人員取消休假候命，多次與暴徒對峙，作出驅散、鎮壓和拘捕行動，左派組織將暴力升級為無差別炸彈襲擊，左派報紙則辱罵香港警察是白皮豬、黃皮狗。7月起，左派陣營開始在香港、九龍及新界街頭到處放置真假土製炸彈，又驅使左派學校的學生參與製造及放置真假炸彈。警察疲於奔命，期間有多名無辜市民被炸傷或炸死。當時警務處尚未成立爆炸品處理課，需要由駐港英軍派出軍火專家拆彈，但因為每天發現的真假炸彈達到數以百計，軍方也難以在短時間內到場拆彈，由於鬥委會企圖使用炸彈浪潮癱瘓香港交通，左派兇徒將不少炸彈放置在渡輪碼頭及電車軌，警隊有人員嘗試自行移除炸彈，但曾經發生意外。六七暴動期間，合共發現8,074個懷疑爆炸品，當中有1,167枚真炸彈，兇徒更在炸彈中加入大量鐵釘及玻璃碎加強殺傷力。1967年的炸彈恐怖襲擊浪潮造成包括1名駐港英軍軍人、1名消防隊長和2名警務人員殉職──包括了華籍警員杜雄光和英籍高級督察麥基雲（Ronald John McEwen），他們分別於香港島告士打道及怡和街處理炸彈期間被炸死。
1967年7月8日，沙頭角一帶發生槍戰，近百名中國共產黨民兵越過香港邊境禁區，與軍裝巡邏小隊於沙頭角爆發槍戰，最後造成5名人員殉職。同年12月警員李觀生被左派兇徒搶奪佩槍殺害。
六七暴動期間，最少造成包括10名人員殉職（其中5人殉於沙頭角槍戰中、2人殉於炸彈、3人被殺害，是有紀錄以來，香港社會衝突中最多名警務人員殉職之一次）在內的52人死亡，包括212名人員在內的802人受傷，1,936人被檢控。香港警務處在暴動中的忠誠及勇敢表現備受讚賞，於1969年獲英女皇伊莉莎白二世賜予「皇家頭銜」，稱為「皇家香港警察」，並由雅麗珊郡主出任榮譽總監。

### 警廉衝突
1977年發生警廉衝突，數以千計的警務人員遊行往香港警察總部舉行聚會，同時請求時任警務處處長施禮榮向香港政府反映問題。期間，一批激進警務人員衝進位於金鐘夏愨道和記大廈的廉政公署執行處搗亂，其中5名廉政公署職員被警務人員毆打至受傷，事件一發不可收拾，在香港總督宣佈特赦部分警務人員的部分罪行後方能平息。1979年，警察隊從英國警察服務視察組邀請3名高級警官來到香港，全面檢討警察隊的組織、警力調配、溝通機制及薪酬表等。經過數個月的研究，警察隊及政府接納了調查委員會的全數建議，作出了大規模的重組及一系列的改革程序，包括為人員定下可以維持生活的薪酬、福利及待遇、成立香港警察隊員佐級協會，以改善管理層與員佐級的溝通等。在這為期5年的變動後，警務處架構及制度經歷過大大小小的改革，綱紀獲得重大整理。

### 忠信錶行械劫案
1985年5月1日發生忠信錶行械劫案，一個由7名匪徒（包括後來被列為頭號通緝犯的季炳雄）組織而成的犯罪集團，持械行劫位於彌敦道46號的忠信錶行，期間3度爆發警匪槍戰，雙方開火合共逾百響，犯罪集團憑藉挾持人質及強大軍火而成功突破警察重圍、滿載而歸。經過逾4個月的追捕，最終由特別任務連策劃攻堅行動，一鎗不發，成功生擒全數7名疑犯，並且起出3支槍械，以及尋回9成賊贓。

### 青衣貨輪誤撈空投炸彈案
1995年7月6日，一艘貨輪於青衣外600公尺的海面上起錨時，意外撈起了一枚直徑14吋、長44吋及重500磅的美國製造M64型空投炸彈。爆炸品處理課出動，耗時個半小時解除危機。是次為香港歷史上發現最大型的炸彈案件。

### 兩次拘捕葉繼歡
葉繼歡涉嫌於1984年10月策劃及參與連串持械行劫尖沙嘴景福金行及中環置地廣場迪生表行後，警務處根據葉繼歡好賭的性格，認為其需要急速地將賊贓出售以償還賭債。同年12月，跟蹤支援隊警長李光明被上司委派喬裝為買家「接贓」，帶同24萬港元現金與葉繼歡接洽購買逾260隻名貴手表，李光明與3名同僚同行，到達灣仔中環廣場地盤，按著身上左邊腰間佩槍示威的葉繼歡只是容許李光明一人登上其貨車進行交易。為了使到葉繼歡的雙手離開手槍，李光明掏出了10萬港元的一千元面額現金鈔票，乘葉繼歡點算之機表露身分及制服他，但是遭遇猛烈反抗，葉繼歡又拔出手槍指向著李光明，李光明當時緊捉著手槍的機板使葉繼歡沒有能夠開槍。後在同僚協助下，成功地拘捕葉繼歡。
1989年8月4日，葉繼歡於赤柱監獄服刑期間訛稱腹痛，被押往瑪麗醫院檢查時使用武力威嚇，最終成功逃離醫院押解，並且騎劫一輛停泊於醫院門前的客貨車，然後輾轉逃避。匿藏兩年後，葉繼歡於1991年6月涉嫌與同黨持械行劫位於觀塘物華街的5間金行，掠奪市場價值1,000萬港元的金飾，期間手持AK-47突击步枪於馬路上瘋狂掃射，又與警察爆發槍戰逾42響。1992年3月7日，葉繼歡再次涉嫌糾黨持械行劫位於彌敦道的謝瑞麟金行，掠奪市場價值100萬港元的金飾，又與警察爆發槍戰12響。3日後，葉繼歡再次涉嫌與7名同黨手持兩支AK47突擊步槍及多支手槍持械行劫位於大埔道的兩間金行，掠奪市場價值逾700萬港元的金飾，並且向警察射擊逾60彈，挾持人質，又向救護車開槍，導致3人受傷。期後葉繼歡被列為頭號通緝犯，香港警務處懸紅100萬港元將其通緝。
1996年5月13日，葉繼歡與兩名同黨攜同大批槍械與三硝基甲苯潛逃重回香港，於西環登岸時因為遇上兩名軍裝巡邏小隊警員，兩名警員見其形跡可疑於是上前查問，未幾葉繼歡急步向船跑去，然後又向警察開槍一響，爆發槍戰，於槍戰中葉繼歡身中3彈致半身不遂，被兩名警員拘捕。

### 南洋酒店綁架案
2002年9月8日清晨，在時任主管歐陽照剛警司領導下，20多名特別任務連人員掩至灣仔摩利臣山道南洋酒店，其中6名人員登上9樓，向目標房間發射了4枚破門鋼球及投擲震眩彈，強攻進入其中14號室房間，成功拘捕案中主腦──曾經持械行劫一名淺水灣銀行大班，及於1993年1月2日與3名同黨持械行劫一間油麻地太平館及引發警匪槍戰的省港旗兵首領（後來被特別任務連拘捕、被判處以入獄10年），因為腰間兩邊經常佩有黑星手槍而有「雙槍王」之稱的潘鑾彬，和其兩名黨羽，並且起回當中的40萬港元贖金、一批賊贓及大批證據，整個過程不足10秒鐘時間。

### 拘捕季炳雄
2003年12月24日，於香港、中國大陸、加拿大及美國多處干犯過罪行的季炳雄，僱用「省港旗兵」準備於該年聖誕假期及翌年新年期間策劃及（於金鐘太古廣場或中環一間珠寶金行）進行連串持械行劫罪行，被香港警務處於2001年7月創下香港歷史上最高懸紅紀錄（200萬港元）及被國際刑警組織出示紅色通緝令的「末代賊王」季炳雄及其黨羽被特別任務連拘捕，結束自1980年代起，香港無間斷由省港旗兵策劃及參與的持械行劫罪行，為2000年代以後的香港治安奠定了基礎。
由於季炳雄涉及多宗嚴重罪案，刑事情報科一直鍥而不捨，由跟蹤組長期監視與季炳雄有接觸往來的親友或當年犯罪的同黨，包括於懲教署服刑中的有關人物在內，同時與懲教署聯絡，監視即將刑期滿出獄的積犯，亦密切注視數名被視為與季炳雄有聯繫的積犯。2003年8月，刑事情報科發現一名剛出獄的目標人物非常活躍，四出聯絡一批匪徒，懷疑密謀有所動作，跟蹤組遂奉召加入協助監視，至12月中旬發現一度於香港匿跡的季炳雄露面與上述人等接獲，並且遷入油麻地渡船角文匯街文景樓上擺下巢穴。期間跟蹤組一直有固定監視，至12月底發現其有大批相信為藏有軍火的行李分批從中國大陸運到。刑事情報科相信季炳雄集團正在策劃一連串的持械行劫罪行，於是聯同多個部門先發制人。24日凌晨兩時許，在主管歐陽照剛和副主管郭蔭庸領導下，特別任務連連同刑事情報科跟蹤支援隊以及有組織罪案及三合會調查科在油麻地渡船角文匯街文景樓部署，Z隊及跟蹤支援隊將目標建築物周邊的6條街道封鎖，並且重重布下防線；S隊則於文輝樓及文景樓外牆棚架上擺下埋伏。凌晨3時半，A隊以幾秒鐘時間，對12樓29室進行爆破及強攻進入。A隊先以定向炸藥炸開鐵閘，再以霰彈槍發射一粒重鋼珠擊毀門鎖，然後以大鐵鎚擊毀木門。A隊一擁而入，極速以大鐵鎚擊毀屋內三道房門，於靠近文英街的一房間內，將欲擒向前拿取一支已經上膛的曲尺手槍的季炳雄制服；季炳雄的黨羽吳振強（曾經與季炳雄一同參與持械行劫罪行，曾經因為一宗持械行劫罪案而被判入獄13年，於同年8月出獄後隨即與季炳雄再度會合）於另外一間房間內被制服。事件中起獲了近30年來最大批的軍火，包括1支AK-47突擊步槍、兩支霰彈槍、一支0.45口徑手槍、6支54式手槍、882發子彈及7個手雷。整件案件中特別任務連不費一彈、無人傷亡，疑犯亦被活捉，備受讚賞。時任香港行政長官董建華於同日下午親身前往香港警察總部高度讚揚參與行動的警務人員；事件被比喻為最平安的平安夜，提早給香港的聖誕禮物。

### 香港反對世貿遊行衝突
2005年香港反對世貿遊行衝突源自在香港主辦世界貿易組織第六次部長級會議，引來世界各國反對世界貿易組織和反全球化運動的示威者齊集。會議舉行前夕，警察機動部隊總部制定了一套為期20週的體能訓練計劃予人員進行，並且特別研究發展出以三排為編制的新陣式（平常為四排），最前排為「拘捕排」、第2及第3排分別為「催淚排」及「射擊排」，而射擊排平常所裝備的實彈則改為橡膠子彈及布袋彈，以有效地控制作風強悍及接受過軍事訓練的韓國農民，並且確保傷害性為最低。世界貿易組織第六次部長級會議舉行前、中及後時期，全體警察機動部隊出動，聯同各警區合共9千名人員在灣仔北布防，海陸空全方位戒備，部分海上船隻亦需要被搜查。
發起遊行及示威的主要是韓國農民，自12月11日開始。起初示威遊，引起零星衝突，至12月17日，韓國農民在灣仔區浪接浪地衝擊警察防線、襲擊警務人員，並且企圖闖入香港會議展覽中心新翼以阻止會議進行。會議舉行期間韓國農民激烈地抗爭，警察機動部隊一度需要穿著盔甲，組成防護性極強的陣式護衛，並且成功抵禦韓國農民的衝擊。會議閉幕前夕，韓國農民失控，由初期在各處小規模衝擊提升至集中全體力量的大規模騷亂，部份示威者突破警察防線，佔領灣仔區多條街道，並且企圖攻進會場，與警察機動部隊爆發攻防戰，最終警察機動部隊需要施放催淚煙及發射布袋彈平息騷亂，至清晨時分才開始平靜。事件中910人被拘捕，做成包括61名人員在內的141人受傷。縱然遊行衝突最終仍然演變成為騷亂。
會議閉幕後，時任香港行政長官曾蔭權對警務處表示衷心感謝：「警隊對示威者的暴力行為作出了慎重而適當的反應，警隊以最專業化的手法執行任務，維護公共秩序，保護香港市民。警隊贏得我們的感謝、稱讚和堅定的支持。」。工商及科技局局長曾俊華對暴力示威作出嚴厲譴責，並且高度讚揚警務處的容忍、克制和專業精神。12月18日，曾蔭權在保安局局長李少光與警務處處長李明逵的陪同下，到灣仔運動場慰問和鼓勵人員，並且再次肯定警務處的功勞：「辛苦你們了！全香港市民都能看到我們每一位雄糾糾的警員，不分男女，克盡己能盡一切的能力，保護香港，維持治安，維護香港的財產，維護香港的安寧，且在完全克制的情況下對付突如其來、不講理的暴徒。我對你們衷心敬佩，非常感謝你們，讓大眾看見香港文明的一面。昨天所使用的武力，香港所有人都能看到是使用最少、最為適當、傷害最小，而且能夠控制場面，是應該的，香港人一定會感謝你們。」他續稱道：「警隊根本有充分的能力應付挑戰，而且今次正好讓我們的有素的警員舒展出訓練成效。我謹代表香港所有公務同事，以及香港市民感謝你們，你們是香港真真正正驕傲的一面，可以讓全世界看見。」政制事務局局長林瑞麟亦讚揚香港警務處在維持社會秩序上表現專業。
此外，多份報章都讚揚香港警務處的表現。由香港18間媒體聯合主辦的「特區政府施政十件大事評選」中，大會為表揚警務處在世貿會議期間的專業表現，特別頒發金盾獎予警隊。香港社會對人員於期間的出色表現普遍作出正面評價，不少機構及團體致送錦旗予警務處及讚揚人員的表現。部分香港市民認為警務處處理是次衡突的方式相當克制，紛紛到告士打道為剛完成任務的人員致敬，部分市民更向人員送上開水。有中醫館東主親拜警署，讚揚人員表現專業，並且慷慨地表示願意向行動中受傷的人員贈醫施藥。事後，大批市民向警務處致函和致送心意卡和慰問卡，讚揚警務處在世界貿易組織第六次部長級會議舉行期間的出色表現；此外，亦有市民自發創辦網頁集合公眾的感謝信予人員。

### 徐步高槍擊案
徐步高槍擊案發生於2001年至2006年年間發生的3宗涉及警員徐步高的殺人案，受到香港社會極高度的關注，3宗案件合共造成1名警衛、2名警員殉職及徐步高本人死亡，以及1名警員嚴重受傷。事件促成軍裝巡邏小隊重新檢討其架構及指引，包括規定日後登門處理案件及晚上8時以後，徒步巡邏必須至少兩人。

### 東京街爆炸品發現案
2006年4月8日，有地盤工人於深水埗長沙灣東京街進行渠務工程期間發現了大量認為於1940至1950年代期間由駐港英軍遺留下來的爆炸品，包括彈殼、手榴彈、迫擊炮和火箭炮等多種威力巨大的爆炸品，炸彈僅藏於路面下1米深的泥土中，其中最巨型的炸彈長60厘米，最小型的是蛋形手榴彈。警務人員需要疏散附近居民，港鐵長沙灣站A2出口亦需要被關閉。消防搭起兩個帳篷，向著目標不停射水為到炸彈降溫。至傍晚6時許，爆炸品處理課共挖出588枚爆炸品，其中手榴彈逾200枚，而且巨型炮彈不少，排列路上。警務人員需要擴大封鎖範圍至周圍約200米，不准任何途人接近。晚上7時46分，爆炸品處理課於坑內進行引爆；期後爆炸品處理課繼續挖掘，及以化學品鎂燃燒坑內已經被引爆的爆炸品所遺留下來的殘餘火藥，隨後移走572枚炸彈，帶返爆炸品處理課基地化驗。

### 香港反高鐵撥款衝突
香港反高鐵撥款警民衝突發生於2010年1月16日，約1,700名反高鐵運動示威者包圍立法會，要求與運輸及房屋局局長鄭汝樺直接對話，最終演變成為警民衝突，造成5名警務人員受傷。

### 六億元可卡因案
2011年9月16日，毒品調查科於屯門藍地福亨村回收廢料貨倉內破獲香港歷史上最大宗的毒品罪行──六億元可卡因案，由特別任務連強攻進入案發現場，並且成功拘捕4男2女，其後留守現場與狙擊手隊戒備，掩護進行蒐證的同袍。另外亦於疑犯被扣留的警署及存放毒品的警務建築物一帶戒備。

### 跑馬地2000磅炮彈發現案
2014年2月6日下午3時許，工人於灣仔麗都酒店附近一處地盤發現一枚長67吋、直徑約24吋、重2,000磅的美國海軍AN-M66型炮彈，為香港歷史上第二大型被發現的炮彈，爆炸品處理課出動到場處理，先行疏散附近逾2,000人，再以水力磨砂切割方式，穿透炮彈身上兩處，將當中重量約1,000磅的火藥抽出，最後於翌日凌晨4時許以攝氏400度將其燃燒耗盡，至朝早7時5分完成；炮彈的兩個引信分別於清晨5時48分及6時54分被引爆。

### 佔領中環、雨傘運動
2014年，在雨傘運動其間共使用了87枚催淚彈，是香港史上較為震撼的一次。雨傘運動前後共1,003人被捕，但根據法庭資料，至今只有124宗案件被起訴，成功定罪比率約三成半，其餘大多因證據不足獲撤銷控罪，或警方證供被法官質疑，裁定罪名不成立。香港警察在这次大型群眾運動當中，所使用的武力被市民、傳媒非議，包括毆打示威者、粗暴語言（如聲言把女示威者捉入警署強姦）、不禮貌之言語、借驅趕示威者非禮女性、包庇「反佔領人士」等，令警隊形象大為受損，令仇警情緒高漲。

### 反對逃犯條例修訂運動
2019年，香港發生逃犯條例修訂草案風波，出現多場抗爭運動，先後引發6月9日過百萬人及2019年6月16日200萬人的遊行示威和其他遊行集會，亦引起國際關注。2019年6月11日晚上，大批警員在地鐵金鐘站及附近商場截查年輕人及搜身，被市民斥責是欺負少年人;令市民不敢參加和平集會。6月12日，在反對逃犯條例修訂草案佔領行動中，示威者一早即出現並佔領街道，但直到警方暴力驅逐前，現場並無任何暴力行為，然而警隊高層不僅快速將事件定性「暴動」，更發射約150枚催淚彈和20發布袋鉛彈、數發橡膠子彈，造成多人頭部中槍，2人傷勢嚴重。其中一名香港電台外派司機懷疑因被催淚彈擊中頭部受傷。事後警方雖稱「當天只有5名暴徒」，但相關說法被指再度印證警方使用武力極不合理（150發催淚彈用在5名暴徒身上）。6月21日，抗議者發起多元抗議行動，希望透過圍堵包括警察總部在內的香港政府主要建築物，配合在外圍道路集會，以阻止政府部門運作及逼使政府回應「釋放被捕示威者」等訴求。
6月21日，國際特赦組織確認香港警隊在6月12日大體和平的示威中，使用不必要及過份武力，違反國際人權法。7月1日，示威者衝擊立法會，在香港立法會內進行破壞，然而不少市民在認為他們別無他法，是政府一直不肯對話或讓步，該次衝擊得到較多公眾意見同情示威者。
在《逃犯條例》修訂草案風波期間，香港警方被指濫權，當中包括「濫用暴力」，如攻擊合法和平集會、過度使用武力、有示威者和市民被暴力對待、報復性搜查拘捕，執法時不佩戴編號、拒絕成立獨立調查委員會，製造寒蟬效應。
此外，政府聲稱現行監督機制運作良好，故無需成立獨立調查委員會，然而獨立監察警方處理投訴委員會（監警會）主席梁定邦已指出，向監警會投訴者可能反被警方檢控，市民也因為警方以往的濫捕表現而難以信任和運用這一監督機制。另一方面，向監警會投訴極其困難。如2016年旺角衝突期間發生的明報記者被香港警察毆打事件，在擁有視頻證據、目擊證人及毆打時表明身份的情況下，等待3年的處理結果依然是「無法追查」和「無法完全證明屬實」。此外，有前監警會委員澄清，監警會只能處理《警察通例》有關事宜及投訴，如警隊有關遊行示威的安排是否合適，6月以來的這一系列事件牽涉複雜，實質上遠超監警會權責。故有聲音批評，單靠現行機制無法保障程序正義。
長期關注人權和警權議題的沈偉男認為，在系統性包庇之下，警隊內部對示威者的敵視態度和濫權的警隊文化日益瀰漫，這種不良風氣與警隊一貫封閉而重紀律、權威、人情、派系的環境有關。有前警員表示，部分警員擔心被排擠下，為了工作而做出一些違背良心的事。也有人認同與警隊高層需靠攏特首和中央以獲任命、警隊基層普遍學歷偏低有關（根據過往民調顯示，學歷較低的市民立場會比較傾向政府和警隊），也與2014年七警案之後的警方動員密不可分。警隊高層透過支持七警集會和2019年6月30日的支持警队集会，將情緒困擾轉嫁到示威者。民權觀察員沈偉男認為相關集会更是對司法機關判決的公然藐視。著名華人記者程翔和民間組織認為，警方在6月12日的濫權行為，刺激出香港歷史上最大規模的遊行，以及導致民眾的抗議訴求由一變五（五大訴求分別為：撤回對6月12日及其後抗爭活動的「暴動」定性；要求政府釋放所有被捕抗爭者，撤銷其控罪；撤回逃犯條例、全面落實特首及立法會「真普選」，以及成立獨立調查委員會，追究警方濫權）
國際特赦組織等22個人權組織對聯合國高級專員辦事處發公開信，提到香港自由的系統侵犯和香港警方行暴
反對逃犯條例修訂運動亦重挫警隊評分，2019年8月初，香港民意研究所（前身是香港大學民意研究計劃）隨機訪問1000多名18歲以上的市民。市民對香港警務處的滿意度評分由6月初的61.0分跌至39.4分，是2012年有記錄以來的最低分。在使用武力方面，58%的受訪者認為警察在最近警民衝突中過度使用武力。2019年10月《明報》的民調顯示，七成受訪的香港市民認為必須要大規模重組及整頓香港警隊，其中有五成受訪者認為他們對香港警察的信任程度是零分。

## 爭議
香港主權移交前曾被譽為「亞洲最精良的部隊」，現時警隊高層則被指靠攏中國大陸當局，不再維持政治中立。2019年《逃犯條例》草案修訂爭議期間，警方處理手法備受爭議，國際特赦組織批評香港警隊在2019年6月12日大體和平的示威中，使用不合法武力，違反國際人權法。2019年11月，曾於伊斯蘭國前線工作的德國記者Enno Lenze更形容「我曾在伊斯蘭國前線工作，但比較更怕香港警察，因為他們難以預料。」
此外，負責監察投訴警察課工作的監警會，因其職能只是「觀察、監察和覆檢」投訴警察課的調查，自身沒有調查權、處分權和定案權，故被稱為「三無」的「無牙老虎」。

## 退休後就業
不少警隊高層退休後轉投商界或非政府機構如機場保安有限公司，當中不乏新鴻基地產旗下公司（如帝國集團、載通國際）、城巴有限公司、港鐵公司、花旗銀行或港協暨奧委會甚至中資機構。有聲音批評有關聘用有「延後利益」之嫌。
| 姓名                      | 退休年份 | 退休前最高職位            | 退休後工作（最高職位）                                                                          |
| ------------------------- | -------- | ------------------------- | ----------------------------------------------------------------------------------------------- |
| 曾蔭培                    | 2003年   | 警務處處長                | 新創建行政總裁                                                                                  |
| 鄧竟成                    | 2011年   | 警務處處長                | 香港航空副主席、城巴非執行董事、香港體育學院董事局主席(2023年-2025年)、啟德體育園總監(2025年-)  |
| 吳山河                    | 2015年   | 灣仔區指揮官              | 港鐵保安部高級經理                                                                              |
| 曾偉雄                    | 2015年   | 警務處處長                | 震雄集團戰略官、載通國際獨立非執行董事(2018-2024年)、曾璧山（崇蘭）中學法團校董(2023年度學年起) |
| 黎志樑                    | 2016年   | (東區指揮官)              | 信和護衛有限公司副總經理                                                                        |
| 黃紉蘭                    | 2016年   | 警察政務秘書              | 香港應用科技研究院有限公司首席行政總監                                                          |
| 馬志堅                    | 2017年   | 總警司 (刑事情報科)       | 中國銀行高級法規經理、花旗銀行董事會成員                                                        |
| 張德強                    | 2017年   | 助理處長 (行動)           | 機場保安有限公司副行政總裁(行動)                                                                |
| 歐陽照剛                  | 2017年   | 總警司 (警察機動部隊校長) | 中霸集團集團物理安防負責人                                                                      |
| 林曼茜                    | 2017年   | 沙田區指揮官              | 美國運通環球保安部副總裁                                                                        |
| 許鎮德                    | 2018年   | 警務處助理處長            | 載通國際行政總監(已離職)                                                                        |
| 陳嘉怡                    | 2020年   | 警務處邊界區副指揮官      | 索尼音樂娛樂（公共事務總監）                                                                    |
| 張靜                      | 2021年   | （警察學院前任院長）      | 匯達交通服務、城巴助理行政總監                                                                  |
| 馬偉洪                    | 2022年   | 警務處新界南交通部總警司  | 城巴有限公司副總經理                                                                            |
| 何潤勝                    | 2023年   | 警務處總警司              | 信和護衛有限公司副總經理                                                                        |
| 黎志樑                    | 2023年   | 警務處總警司              | 國科技術(國際)有限公司首席顧問、美團(中國)非執行董事                                            |
| Rupert Timothy Alan Dover | 2023年   | 警務處助理處長            | sinalda asia- pacific limited總監                                                               |
| 梁子健                    | 2024年   | 警務處總警司              | 載通國際行政總監                                                                                |
| 郭蔭庶                    | 2024年   | 香港警務處副處長（管理）  | 香港公務員學院首任院長、載通國際行政總監                                                        |
| 關家榮                    | 2025年   | 警務處港島總區交通部警長  | 國家快運(英國西米德蘭茲伯明翰)高級行政人員                                                      |

## 設備

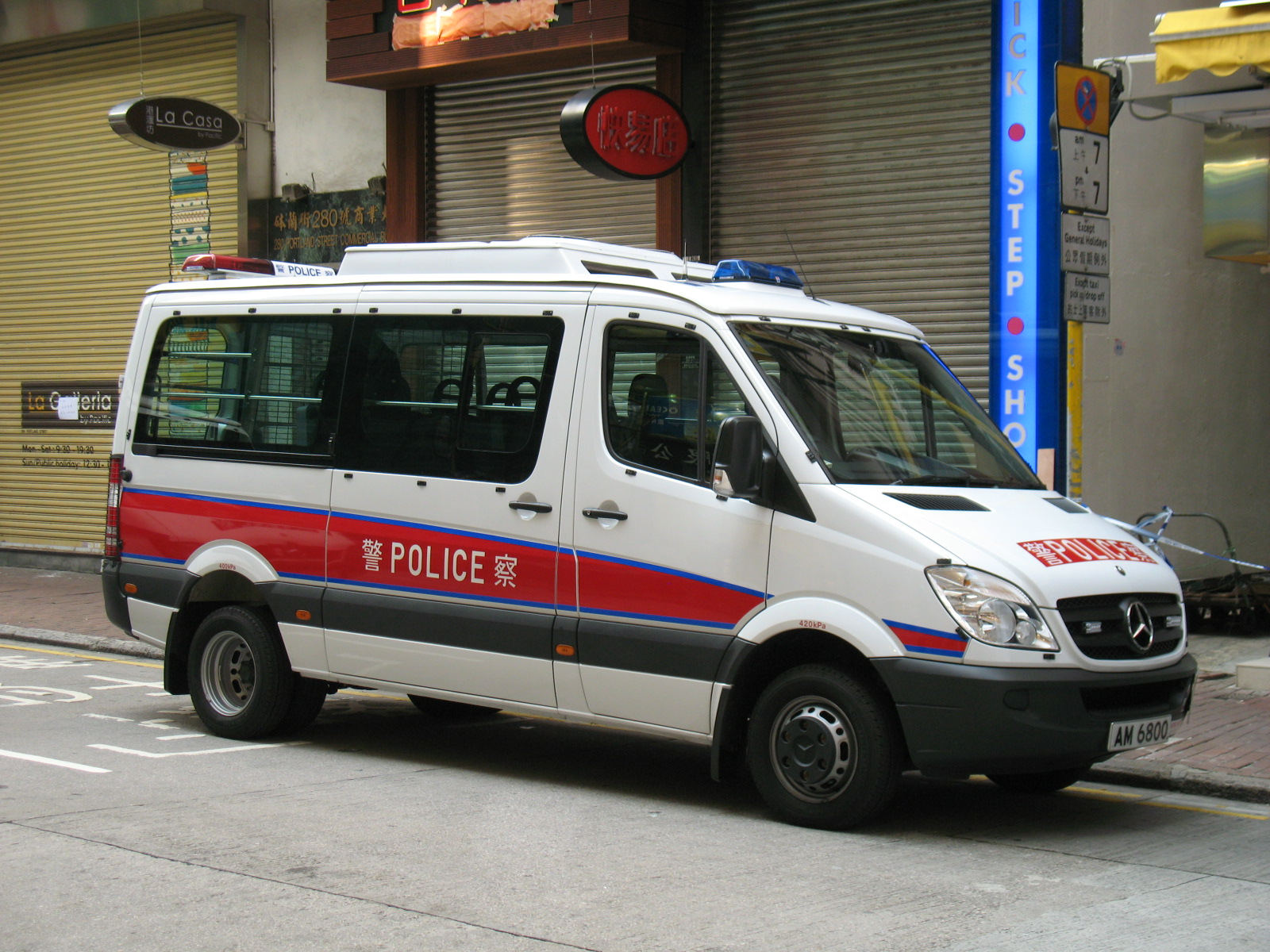
2008年投入服務的新款衝鋒隊衝鋒車

警務處不時作定期檢查其裝備的制式及成效，並且時常更新其裝備，包括自身研製以及從外國引進先進的科技；其裝備及科技均為世界上最先進及完善之一，從2019年起更多次大幅添置裝備。

### 交通工具
香港警察車輛為隸屬於警務處的官方陸上交通工具，至2014年共有約2,500輛。車輛的更換是基於使用量及狀態；一般警察車輛的使用年期為7年，而一般警察大型電單車的使用年期則為5年。

### 通訊系統
第三代指揮及控制通訊系統於2004年12月8日起分階段啟用，為資訊系統部近年最為突出的資訊及通訊科技進展，就是設計、發展和持續地分階段推出新系統。第三代指揮及控制通訊系統包含無線電波、999 (緊急電話號碼)、指揮及控制電腦和手提電腦和自動車輛位置顯示系統，造價為5億4千萬港元。單警普遍配備由motorola專為港警製造的MTP750，該無線電最具象徵性的是天線肩咪。後來因為停產而逐漸引進MTP850及MTP3150，至今已經全部退役。車載無線電則為MTM5400。此系統為警務人員提供多個創新的資訊及通訊科技應用系統、容易使用的器材及無縫運作模式，提高了警務處回應香港市民的緊急求助電話的效率。
而在2020年12月，香港警隊行動部和資訊系統部分三個階段推出第四代通訊機（CC4通訊機）。單警配備的無線電為ST7500，車載無線電則繼續沿用CC3的MTM5400。而最新一代的CC4通訊機較上一代輕巧、電池更耐用，亦新增了不同功能，如語音查核警務處姓名索引電腦系統功能，人員可直接透過人工智能系統作查核。有關系統亦新增通話群組，使人員跨區工作時能使用該區的通話群組，提升溝通及行動效率。此外，因應行動及新增部隊的需要，系統亦新增了六十三個通話群組。

### 超級電腦
重大事件調查及災難支援系統屬於刑事及保安處刑事部刑事支援科，掌管一套電腦管理系統，用以調查重大事件及支援災難的資料分析及身份比對的電腦系統。此外，亦協助有關於災難事故中的死傷者的身份確認及查詢。重大事件調查及災難支援系統由一名總督察負責，由一名高級督察輔助。

### 槍械

#### 現役槍械
| 型號             | 類型       | 使用部門                                                                                       | 衍生型                                                 | 產地   | 參考                                                                                            |
| ---------------- | ---------- | ---------------------------------------------------------------------------------------------- | ------------------------------------------------------ | ------ | ----------------------------------------------------------------------------------------------- |
| 史密斯威森軍警型 | 左輪手槍   | 軍裝部                                                                                         | M10 HB                                                 | 美国   | [ 134 ] [ 135 ] [ 136 ]                                                                         |
| SIG P250 DCc     | 半自動手槍 | 刑事部及偵緝單位                                                                               | 不適用                                                 | 美国   | [ 137 ] [ 135 ] [ 136 ]                                                                         |
| 格洛克17         | 半自動手槍 | 特別任務連、反恐特勤隊、特別戰術小隊、機場特警組、跟蹤支援隊、保護證人組、要員保護組、小艇分區 | Gen 3、Gen 4                                           | 奥地利 | [ 138 ] [ 139 ] [ 135 ] [ 136 ]                                                                 |
| 格洛克19         | 半自動手槍 | 特別任務連、反恐特勤隊、跟蹤支援隊、保護證人組、要員保護組                                     | Gen 3                                                  | 奥地利 | [ 138 ] [ 139 ] [ 135 ] [ 136 ]                                                                 |
| CF98A            | 半自動手槍 | 正在換裝；未來警隊制式裝備                                                                     | 不適用                                                 | 中國   | [ 140 ] [ 141 ] [ 135 ] [ 136 ]                                                                 |
| CS/LP5           | 半自動手槍 | 正在換裝；未來警隊制式裝備                                                                     | 不適用                                                 | 中國   | [ 140 ] [ 141 ] [ 135 ] [ 136 ]                                                                 |
| HK MP5           | 衝鋒槍     | 制式裝備                                                                                       | SFA2、A3、A5、F、K、K-PDW、RAS、SD3、SK、S-N1、S-N2    | 德国   | [ 142 ] [ 143 ] [ 144 ] [ 145 ] [ 146 ] [ 147 ] [ 148 ] [ 149 ] [ 150 ] [ 151 ] [ 152 ] [ 153 ] |
| SIG MPX          | 衝鋒槍     | 反恐特勤隊、跟蹤支援隊、小艇分區                                                               | 第二代MPX及MPX-K                                       | 美国   | [ 142 ] [ 143 ] [ 154 ] [ 155 ] [ 156 ] [ 157 ] [ 158 ] [ 159 ]                                 |
| CS/LS7           | 衝鋒槍     | 機場特警組                                                                                     | 不適用                                                 | 中國   |                                                                                                 |
| 雷明登870        | 霰彈槍     | 制式裝備                                                                                       | M870 Wingmaster、M870 Breacher                         | 美国   | [ 144 ]                                                                                         |
| 柯特AR-15        | 突擊步槍   | 警察機動部隊、衝鋒隊                                                                           | Sporter II                                             | 美国   | [ 144 ]                                                                                         |
| 柯特M16          | 突擊步槍   | 水警總區                                                                                       | M16A2                                                  | 美国   |                                                                                                 |
| KAC SR-16        | 突擊步槍   | 機場特警組                                                                                     | 不適用                                                 | 美国   |                                                                                                 |
| SIG SG 516       | 突擊步槍   | 反恐特勤隊、特別任務連、小艇分區、跟蹤支援隊、特別戰術小隊                                     | 分為10寸（卡其色及黑色塗裝）和16寸槍管（黑色塗裝）版本 | 美国   | [ 160 ]                                                                                         |
| CS/LR4           | 狙擊步槍   | 特別任務連                                                                                     | QBU-203                                                | 中國   | [ 161 ]                                                                                         |

#### 儀仗槍械
| 型號                | 使用部門           | 產地 |
| ------------------- | ------------------ | ---- |
| 柯特AR-15 Sporter I | 儀仗隊             | 美国 |
| QBZ-191             | 警察機動部隊儀仗隊 | 中國 |
| 56式半自動步槍      | 輔警儀仗隊         | 中國 |
| 95-1式自動步槍      | 輔警儀仗隊         | 中國 |

#### 防暴槍械
| 型號                                 | 使用部門                                     | 產地 |
| ------------------------------------ | -------------------------------------------- | ---- |
| Variable Kinetic System胡椒球槍      | 特別戰術小隊                                 | 美国 |
| Byrna HD胡椒球手槍                   | 警察機動部隊、衝鋒隊                         | 南非 |
| ARWEN 37非致命彈藥發射器             | 特別任務連、特別戰術小隊                     | 英国 |
| M320榴彈發射器                       | 特別任務連、特別戰術小隊                     | 美国 |
| B&T GL-06榴彈發射器                  | 特別任務連、特別戰術小隊                     | 瑞士 |
| Penn Arms GL-1 Compact榴彈發射器     | 警察機動部隊、特別戰術小隊                   | 美国 |
| Tippmann 98 Custom Plantinum胡椒球槍 | 警察機動部隊、衝鋒隊、特別戰術小隊           | 美国 |
| 法德魯防暴槍                         | 警察機動部隊、衝鋒隊、水警總區、特別戰術小隊 | 美国 |

#### 退役／現況不明槍械
| 型號                           | 使用部門                                       | 產地   |
| ------------------------------ | ---------------------------------------------- | ------ |
| 威伯利RIC轉輪手槍              | 軍裝部                                         | 英国   |
| 威伯利WG轉輪手槍               | 軍裝部                                         | 英国   |
| 威伯利MK IV .455轉輪手槍       | 軍裝部                                         | 英国   |
| 威伯利MK IV .38轉輪手槍        | 軍裝部                                         | 英国   |
| 威伯利MK V .38轉輪手槍         | 軍裝部、水警總區                               | 英国   |
| 柯特正警察轉輪手槍             | 軍裝部、刑事部                                 | 美国   |
| 柯特警探特裝型轉輪手槍         | 刑事部                                         | 美国   |
| 史密斯威森M10轉輪手槍          | 軍裝部                                         | 美国   |
| FN Hi-Power Mark III半自動手槍 | 特別任務連、機場特警組、跟蹤支援隊             | 比利时 |
| SIG Sauer P230半自動手槍       | 要員保護組                                     | 德国   |
| 斯登MK II衝鋒槍                | 軍裝部、水警總區                               | 英国   |
| 史特林L2A3衝鋒槍               | 軍裝部、水警總區、特別任務連、機場特警組       | 英国   |
| 馬提尼-亨利MK I步槍            | 軍裝部                                         | 英国   |
| 馬提尼-亨利MK I卡賓槍          | 軍裝部                                         | 英国   |
| 馬提尼-恩菲爾德卡賓槍          | 軍裝部                                         | 英国   |
| 李-恩菲爾德No. 1 MK III步槍    | 軍裝部、水警總區                               | 英国   |
| 李-恩菲爾德No. 4 MK I步槍      | 軍裝部、水警總區                               | 英国   |
| M1卡賓槍                       | 軍裝部                                         | 美国   |
| 柯特AR-15 Sporter I半自動步槍  | 警察機動部隊、特別任務連、機場特警組、水警總區 | 美国   |
| 柯特M733卡賓槍                 | 特別任務連                                     | 美国   |
| FR Ordnance MC-51卡賓槍        | 特別任務連                                     | 英国   |
| HK53卡賓槍                     | 特別任務連                                     | 德国   |
| KAC SR-16 M4突擊步槍           | 特別任務連                                     | 美国   |
| HK G36KV突擊步槍               | 特別任務連                                     | 德国   |
| 儒格Mini-14半自動步槍          | 跟蹤支援隊                                     | 美国   |
| L42A1狙擊步槍                  | 特別任務連                                     | 英国   |
| 雷明登700步槍                  | 特別任務連、機場特警組                         | 美国   |
| 精密國際AW狙擊步槍             | 特別任務連                                     | 英国   |
| 精密國際AWP狙擊步槍            | 特別任務連                                     | 英国   |
| SIG SSG 2000狙擊步槍           | 特別任務連                                     | 德国   |
| HK G3SG/1狙擊步槍              | 特別任務連                                     | 德国   |
| HK PSG1狙擊步槍                | 特別任務連、機場特警組                         | 德国   |
| 維克斯機槍                     | 水警總區                                       | 英国   |
| 布倫MK III輕機槍               | 軍裝部、水警總區                               | 英国   |
| 白朗寧M2HB重機槍               | 水警總區                                       | 美国   |
| 忌連拿警用槍                   | 軍裝部                                         | 英国   |
| 伯奈利M1 Super 90半自動霰彈槍  | 特別任務連、機場特警組                         | 義大利 |
| 威百利No. 4 MK I信號槍         | 軍裝部、水警總區                               | 英国   |
| Kel-Tec KSG                    | 證人保護組                                     | 美国   |
| SIG SSG 3000                   | 特別任務連                                     | 德国   |
| 精密國際AX308                  | 特別任務連                                     | 英国   |
| KAC SR-25                      | 特別任務連                                     | 美国   |
| 精密國際AS50                   | 特別任務連                                     | 英国   |

### 警告用旗
香港警察在执行防暴任务时，有特有的警告制度，在对示威者广播的同时，会高举旗帜进行预警。警告由轻至重分为四个等级，以蓝、黄、红、橙色表明，警告无效则采取相应措施。

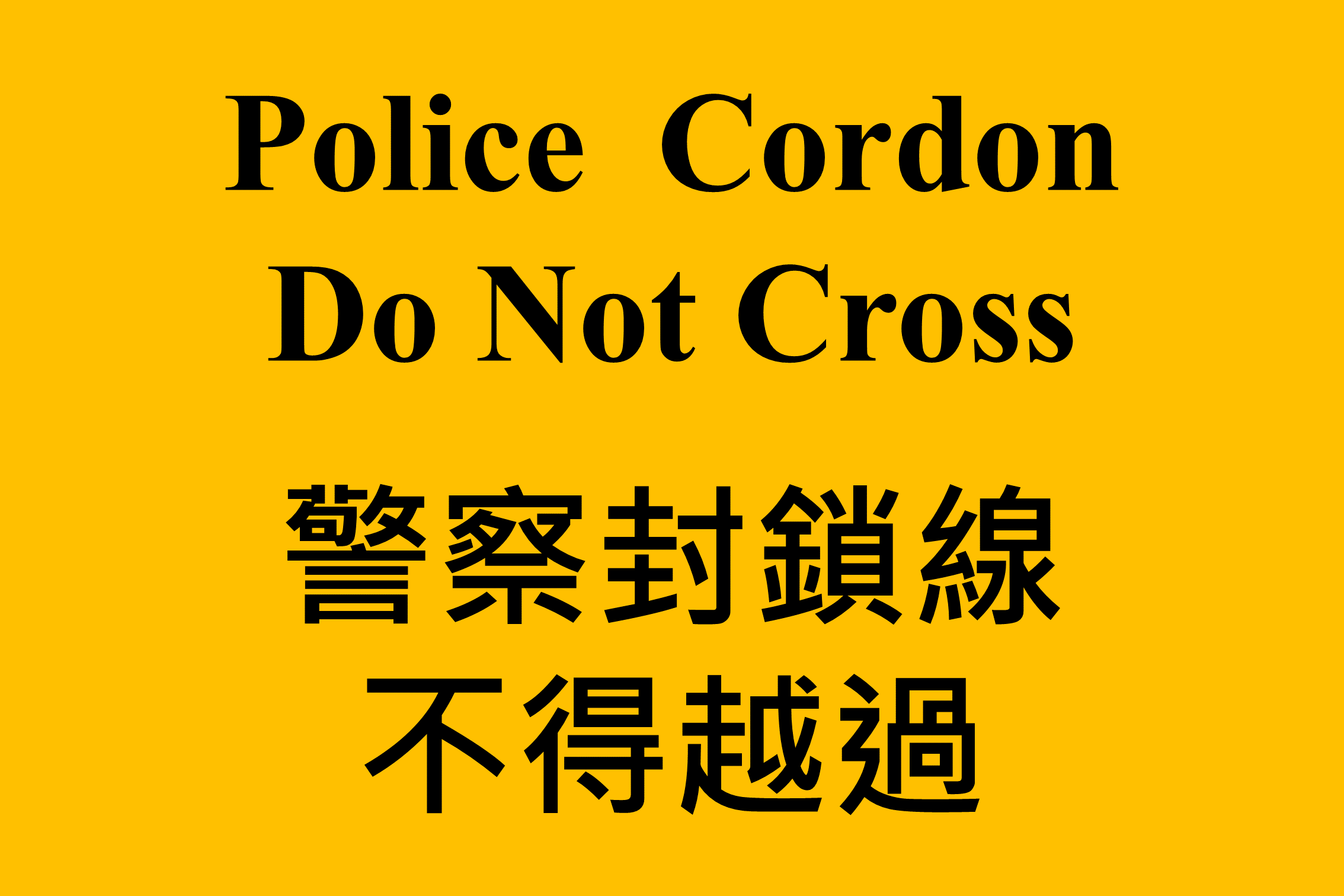
游行路线指引和封锁
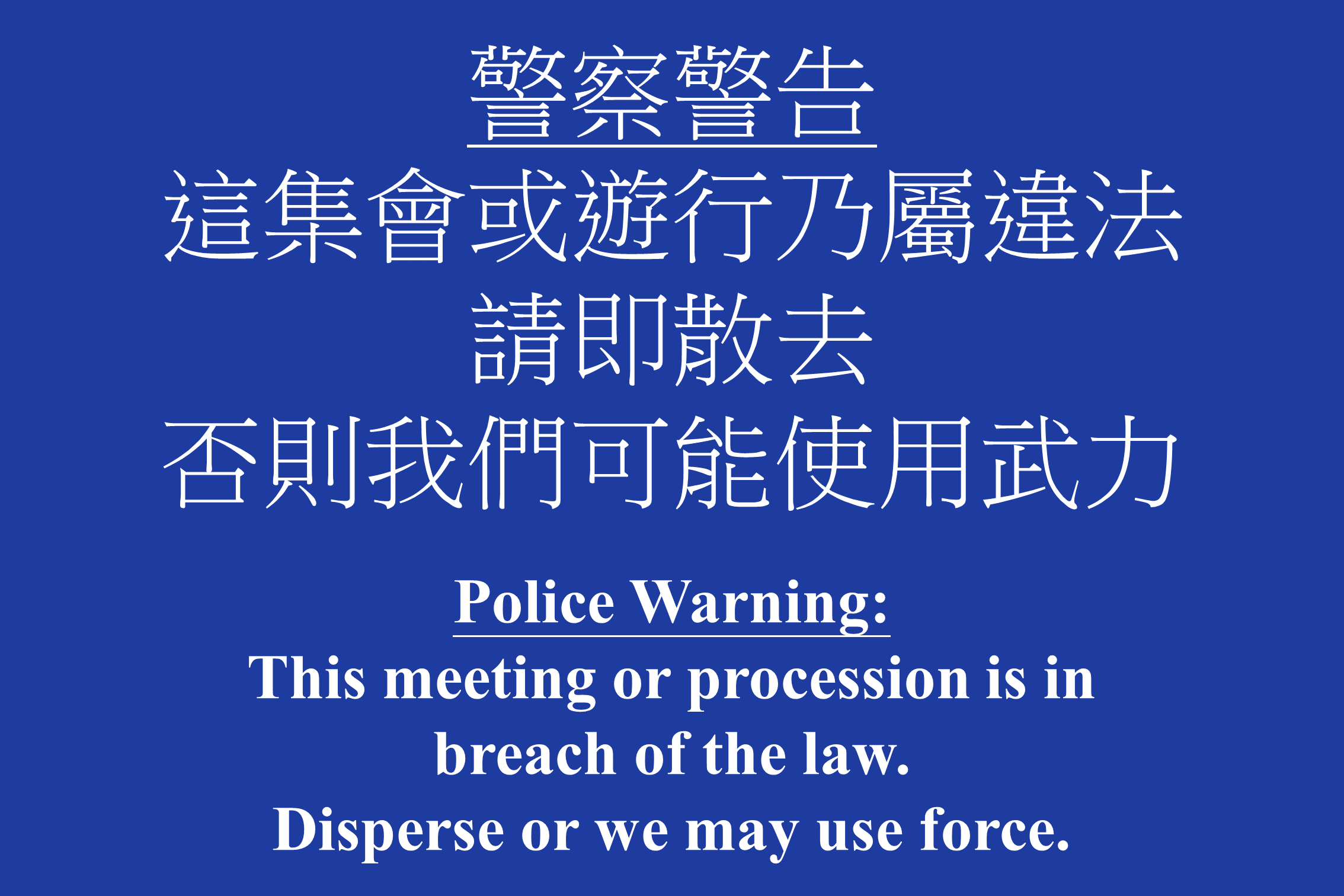
初级警告
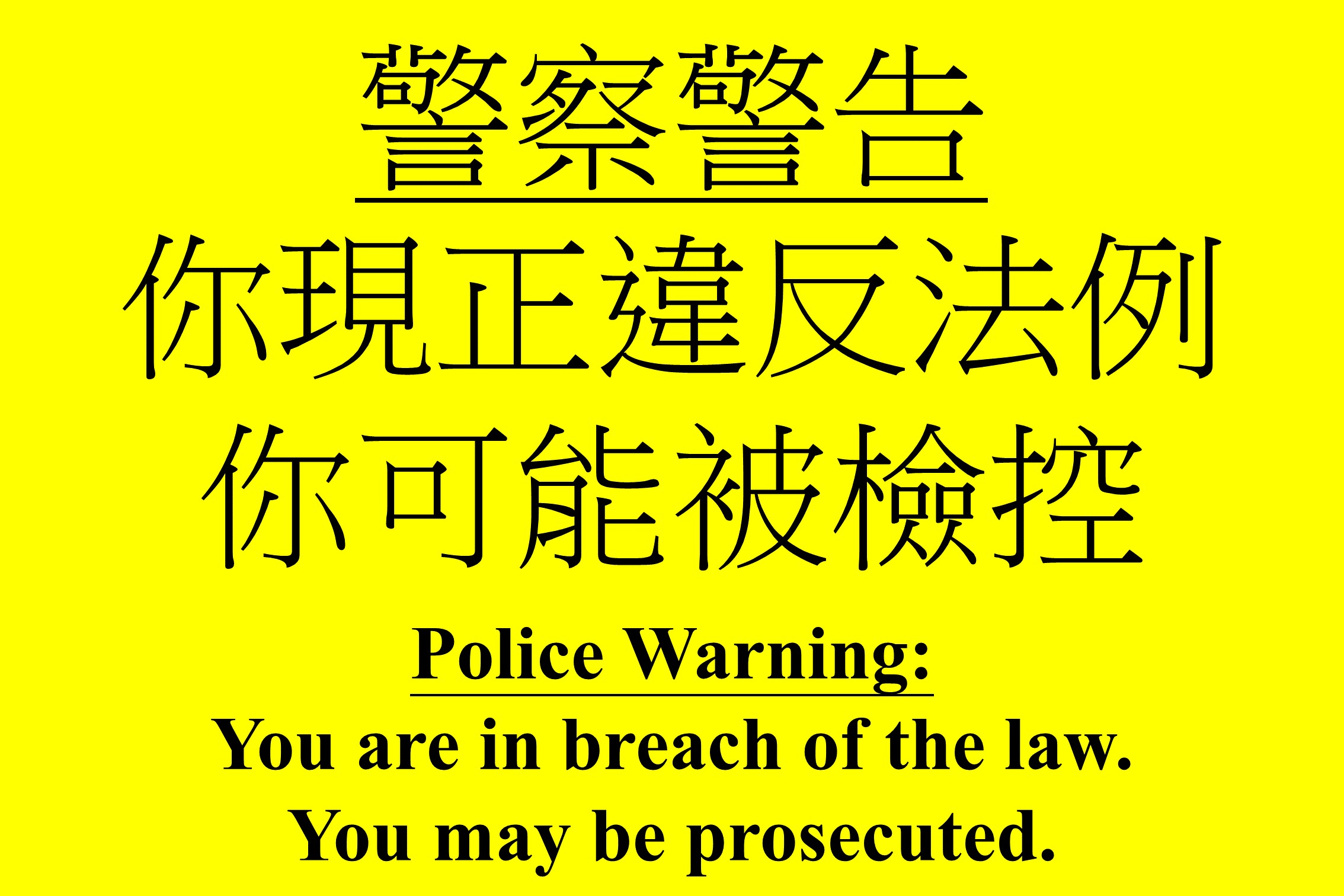
中级警告
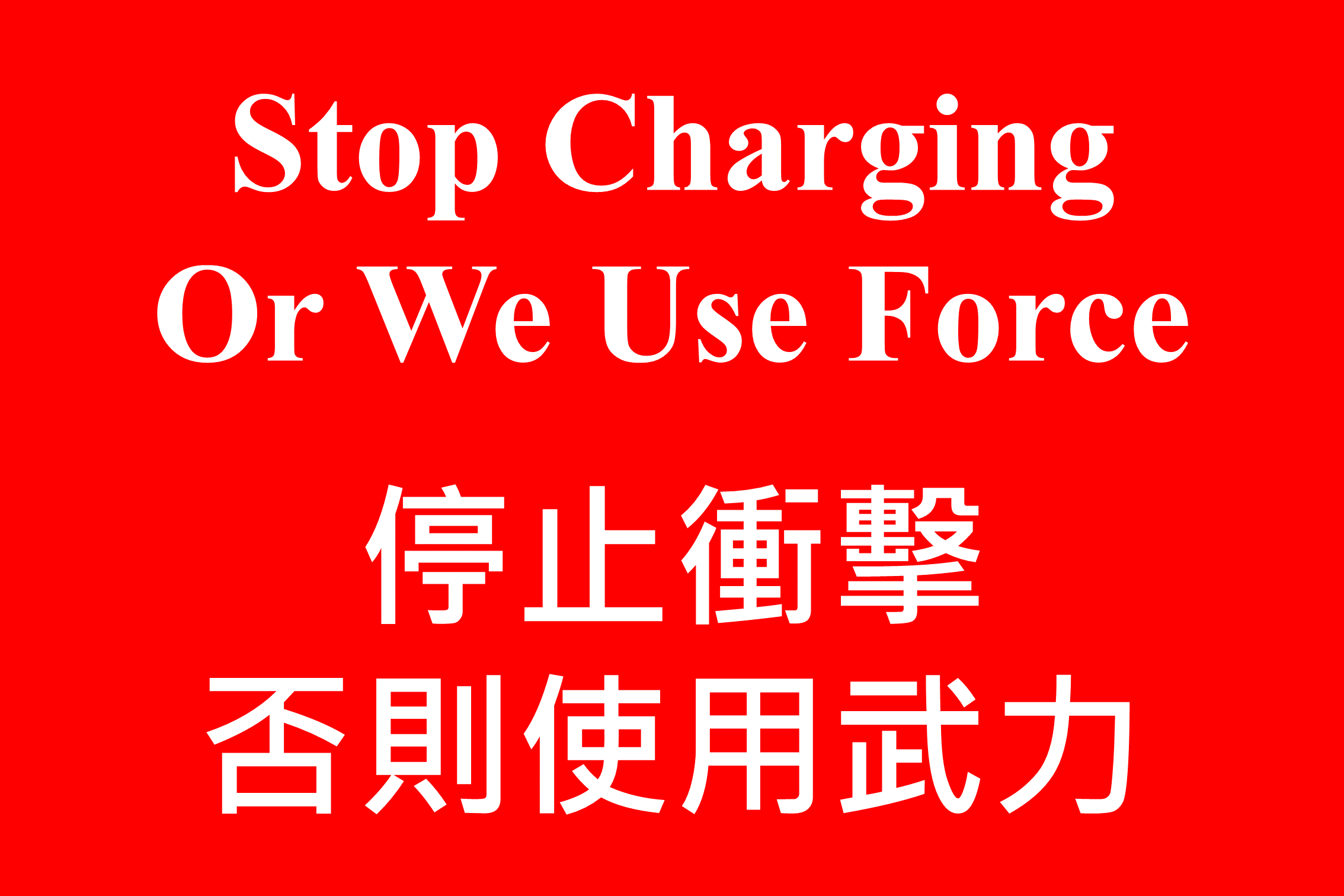
高级警告

一種一面為黑色一面為橘色的警告標識則预示警察将发射催泪弹驱散人群。2020年7月1日起，新增雙面雙語的紫色警告旗幟，提醒示威者可能觸犯《港區國安法》。

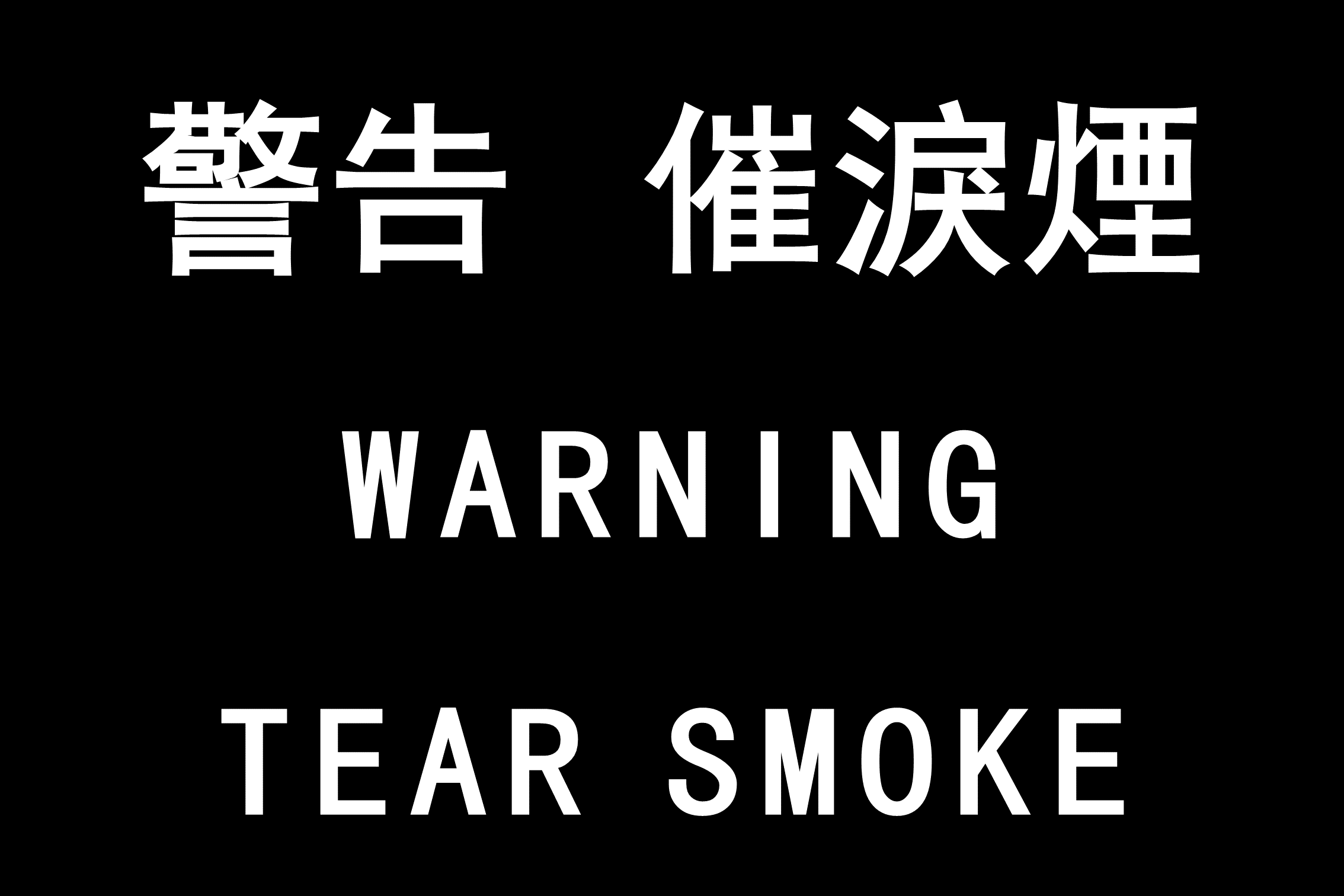
催泪弹发射警告（正面）
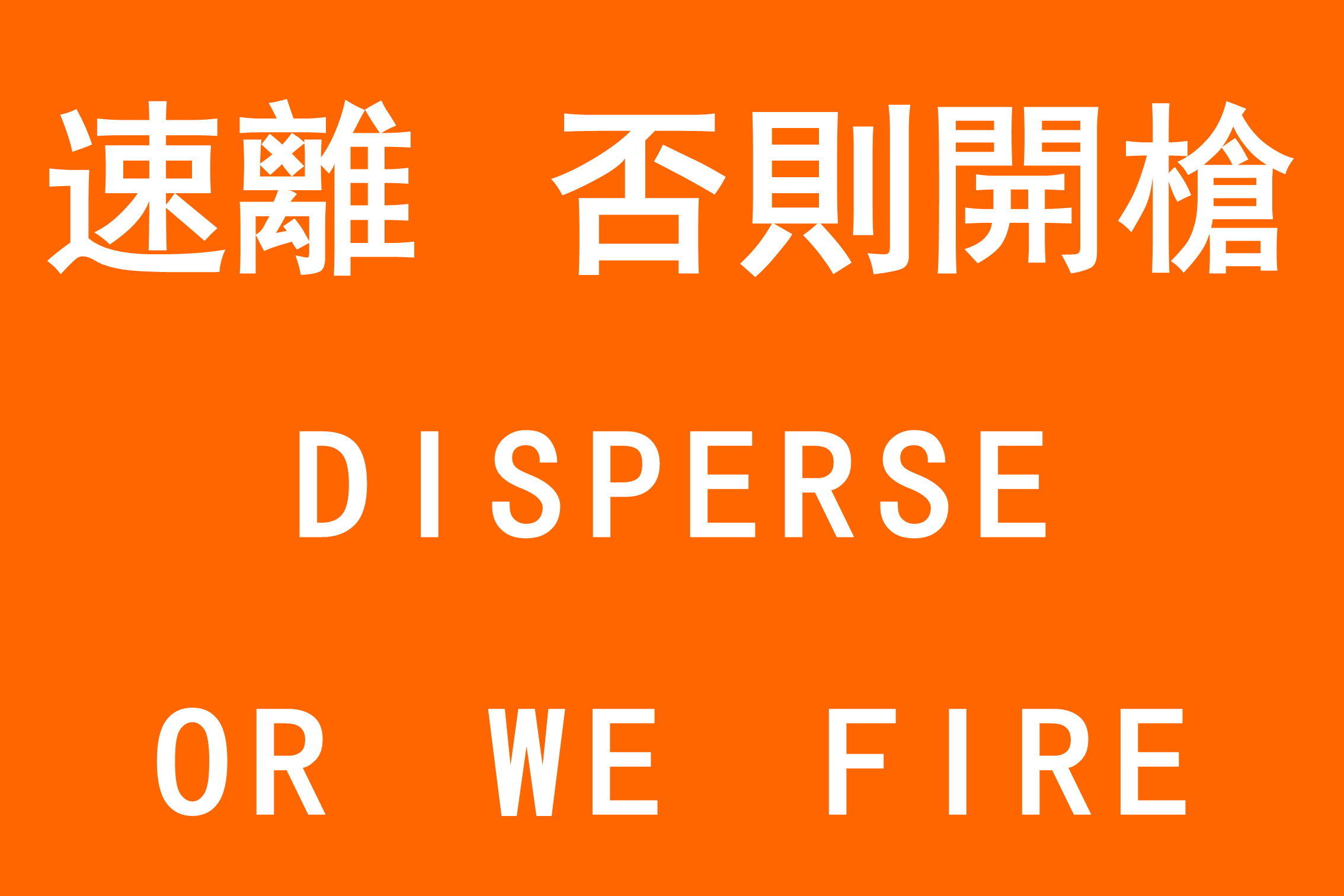
最高級警告、防暴彈種發射警告（反面）
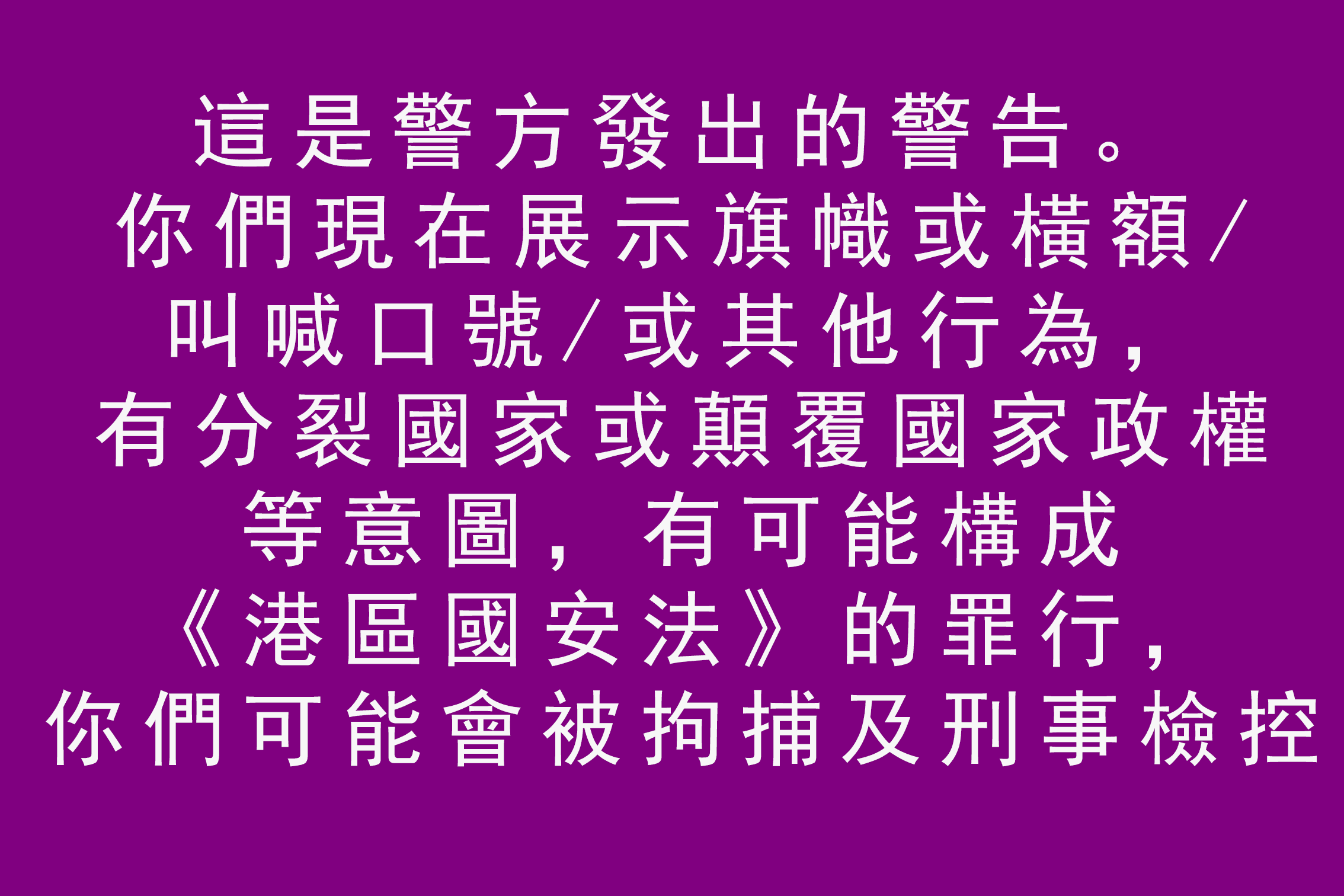
觸犯《港區國安法》警告（中文版面）
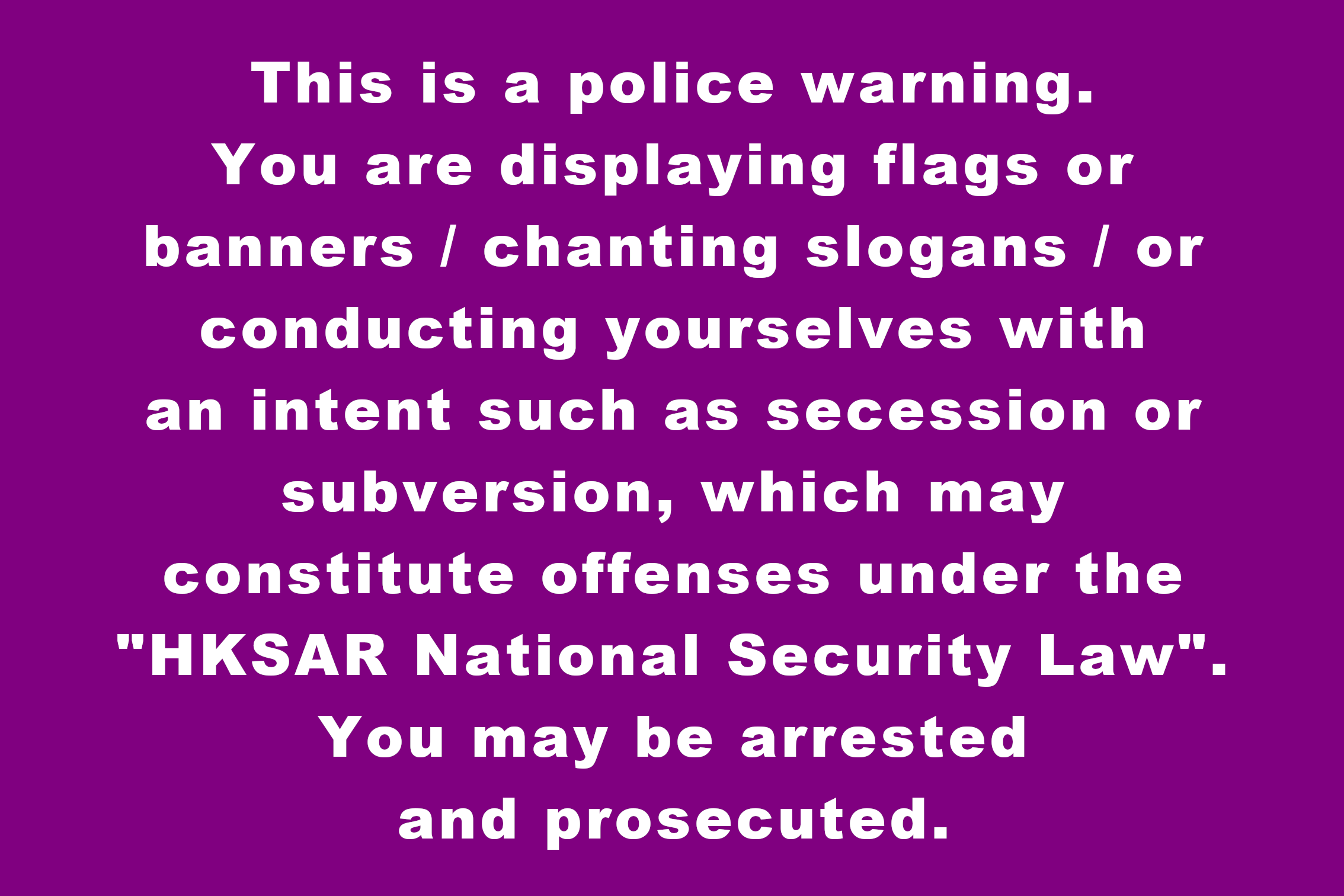
觸犯《港區國安法》警告（英文版面）

### 警犬
巡邏犬有德國牧羊犬和比利時瑪連萊犬、緝毒及爆炸品搜查有史賓格犬和拉布拉多犬、另外包括羅威那和杜賓犬。

## 嘉許

### 紀律部隊/廉政公署獎章
在香港授勳及嘉獎制度下，香港警務處的各級警務人員按其級別、資歷及功績，可獲特區政府頒授不同等級的勳章、獎章或嘉許。專屬警務人員的獎章包括：
| 中文名稱                           | 英文名稱                                                 | 縮寫 | 綬帶 |
| ---------------------------------- | -------------------------------------------------------- | ---- | ---- |
| 香港警察卓越獎章                   | Hong Kong Police Medal for Distinguished Service         | PDSM |      |
| 香港警察榮譽獎章                   | Hong Kong Police Medal for Meritorious Service           | PMSM |      |
| 香港警察長期服務獎章及加敘勳扣     | Hong Kong Police Long Service Medal and Clasps           |      |      |
| 香港輔助警察長期服務獎章及加敘勳扣 | Hong Kong Auxiliary Police Long Service Medal and Clasps |      |      |

### 香港警察特別行動獎章
在反對逃犯條例修訂草案運動後，警務處在2020年經過諮詢保安局及公務員事務局意見，宣佈設立「香港警察特別行動獎章」，容許警務處處長聯同首長級高級人員，決定為參與某一警隊特別行動的成員，頒授特別行動獎章，而「踏浪者」行動獎章則是第一枚此類獎章。
「踏浪者」行動獎章的正面是警隊警徽，背面是一名穿防暴裝、手持防暴盾的警察，獎章綬帶分別繡上橙色或紫色橫紋，橙色代表勇氣，紫色代表智慧，彰顯人員在行動中所擔當的獨特角色。「踏浪者」行動獎章的頒授條件如下：
| 名稱                                         | 條件 | 條件 | 綬帶 |
| -------------------------------------------- | --- | --- | ---- |
| 「踏浪者」行動獎章 Operation TIDERIDER Medal | 所有職級人員符合下列任何一項條件，均可獲推薦授予獎章： - 長期面對前所未見的挑戰時仍秉持專業精神，悉力以赴，務求恢復社會的法治和秩序；或 - 面對明顯迫切的危險時表現英勇；或 - 參與行動的人員提供卓越的支援服務。 | 橙色橫紋：在2020年3月31日或之前擔任第一、二或三梯隊，或身為總區應變大隊／總部應變大隊崗位的人員，並在有關崗位工作最少30天 |      |
| 「踏浪者」行動獎章 Operation TIDERIDER Medal | 所有職級人員符合下列任何一項條件，均可獲推薦授予獎章： - 長期面對前所未見的挑戰時仍秉持專業精神，悉力以赴，務求恢復社會的法治和秩序；或 - 面對明顯迫切的危險時表現英勇；或 - 參與行動的人員提供卓越的支援服務。 | 紫色橫紋：在其他崗位對「踏浪者」行動作出貢獻，並累積相關工作30天或以上                                                    |      |

### 維護國家安全功章
2024年9月12日，行政長官李家超向參與維護國家安全而作出重大貢獻的公職名人員頒授「維護國家安全功章」，以表揚及肯定他們在維護國安方面的付出。其中不少警隊人員獲此嘉許。基於此嘉許屬內部安排，名單不公開。 從警務處首長級人員配戴此功章的情況可見，此功章較特區原有的勳章獎章大，排列於長期服務獎章之後、「踏浪者」行動獎章之前。
| 中文名稱         | 英文名稱                                 | 綬帶 |
| ---------------- | ---------------------------------------- | ---- |
| 維護國家安全功章 | Medal for Safeguarding National Security |      |

## 警民比例
正規（至2015年2月28日：28,741名）、輔助（4,500名）和文職（包括交通督導員在內）4,566名，合共近38,000名人員。
香港警務處的編制及形成之警民比例均為世界上規模最龐大及首幾位，據聯合國毒品和犯罪問題辦公室統計，每10萬名香港人口中有約450名警務人員，警民比例在全球主要國家及地區中排名第5，為亞洲第一。

## 對警察的投訴

### 法定機構查明屬實的統計
警務處投訴及內部調查科處理市民投訴，而監警會乃覆檢投訴結果之法定機構，由大律師或律師出任主席。投訴警察的指控逾88%關於「疏忽職守」、「言行態度不當」和「毆打」，2011-12年度226宗指控查明屬實（substantiated，平均每週4.3宗），61項指控未能完全證實（not fully substantiated）監警會，因而向警務處投訴及內部調查科提了2,427項建議，促使警方更改了286項指控的調查結論。
2011年8月，時任中共中央政治局常委兼國務院副總理的李克強出席香港大學百週年校慶期間，因警察在大學的佈防惹起極大爭議，有便衣警察未表明身份而握着鏡頭阻撓採訪。投訴及內部調查科調查尚未有結論，警務處長曾偉雄搶先在立法會保安委員會為涉事警員辯護「警員誤以為記者是一個黑影，故用手擋了一下」，辯詞做作惹來輿論調侃，監警會主席兼大律師翟紹唐批評「曾偉雄向投訴及內部調查科施壓，打擊調查信心和公正」。投訴及內部調查科後來查明指控屬實，認為事態嚴重需要紀律聆訊，監警會亦認同調查結果，令曾偉雄極為尷尬。
然而監警會僅有審核而沒有主動調查的權力，一直為社會詬病，以致有時內部調查科拖延多時未有議決，監警會亦無從覆核，而外國如英國的監警組織就有主動調查權。監警會前委員張達明律師贊同可引入適量調查權。

### 新聞界的調查
香港記者協會在2014年斥責香港警務處在清場時對於支持香港行政部門的示威者（俗稱「藍絲帶」）襲擊異議示威者視若無睹，又以威嚇、不必要的武力阻撓記者採訪示威，令公眾不知情，無異於針對政治立場的選擇性執法。相關一連串媒體的報導錄入美國國會及行政部門中國委員會2015年年度報告。

## 評價
香港主權移交初期，香港警隊一度被視為是世界上最專業及優秀的警察機構之一，市民對警察普遍有良好評價。2005年，一項民意調查顯示有約八成受訪市民支持警方；2010年，市民普遍對警察的印象在經過一些警民衝突後轉差。2012年以來，警方在處理社會與政府之間的衝突方面的手腕愈趨強硬。

### 市民滿意度

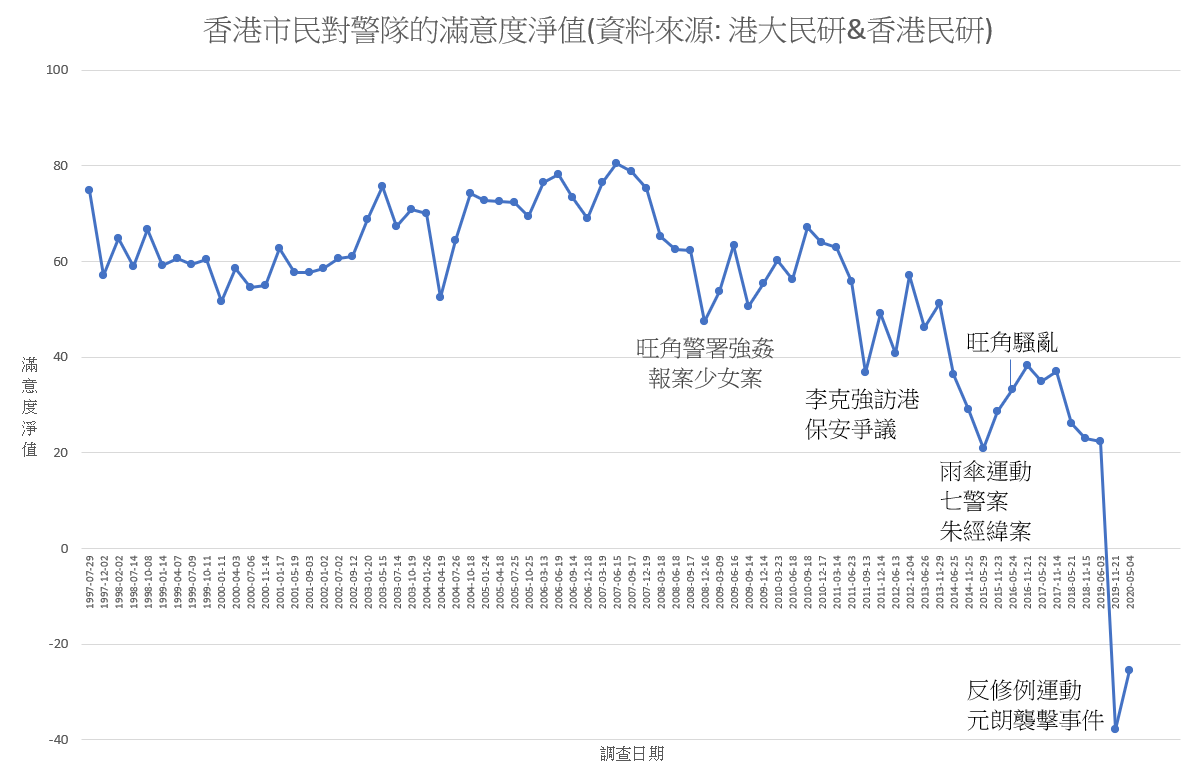
香港市民對警隊的滿意度淨值

香港大學民意研究在1997年7月首度訪問市民對警察的滿意度，當時中華人民共和國接管香港不久，滿意淨值有75%。2001年，香港大學訪問市民，80%認同999緊急報案電話接線警員工作效率高並能體諒報案者的心情。2002年8月，蓋勒普國際進行了一項名為民眾心聲的調查，結果得出警隊為最受香港市民信任的機構。70%市民認為警務處以香港社會利益為依歸，遠高於全球平均率的20%。同年9月，香港青年協會作出青年對公營機構的信任程度調查，結果得出警隊被委同以最高。調查顯示，最為使到受訪者對警隊信任的原因為廉潔、個人操守和誠信。
2006年，撲滅罪行委員會委託政府統計處進行2005年在香港發生的罪案及罪案事主的獨立統計調查，調查結果反映了香港市民對警務處的表現高度滿意。同年，香港大學犯罪學及社會科學研究中心和聯合國毒品和犯罪辦公室合辦的聯合國國際罪案受害人調查，結果顯示公眾對警務處的表現極為滿意，滿意度高達近95%。2007年四次調查的滿意淨值皆達75%以上，為歷年首次。2008年探員在旺角警署強姦報案少女案轟動社會，年底的滿意淨值僅47%。
2011年國務院副總理李克強出席香港大學百週年校慶期間發生的警察佈防惹起軒然巨波，便衣警察未出示警員證而緊握記者的鏡頭阻撓採訪，滿意淨值創新低僅37%，同年對香港消防處和香港海關的滿意淨值卻高達87%和75%。自此至今，市民對警務處的滿意淨值一蹶不振，每況愈下。自2012年6月起，香港大學民意研究計劃（港大民調）每半年調查一次香港市民對紀律部隊表現的滿意程度。2014年，港大民調顯示市民對警隊的評分在2014年由12月起62.3分，至6月下跌1.3分至61分，滿意率持平於56%，不滿比率上升8個百分點至27%，對警隊的滿意率淨值亦只有29分，以滿意率淨值計創1997年7月以來新低。
2014年雨傘運動期間，警方被指與黑社會勾結，且有警員濫用私刑，根據香港大學民意研究計劃2014年進行的民調，香港市民對警隊的滿意度創1997年7月以來新低。雨傘運動後，香港中聯辦比以往更積極地與香港紀律部隊聯絡，包括經常出席聚會晚宴、邀請紀律部隊人員往中國大陸參與國情班等，以確保他們「愛國愛港」；於2016年香港立法會選舉投票日前夕，中聯辦曾派員接觸紀律部隊員方協會代表，希望他們投下「明智一票」。
2018年5月22日至25日，港大民調透過真實訪員以隨機抽樣方式訪問1,009名市民，以調查市民對紀律部隊表現的滿意程度，結果顯示香港消防處以84.1分評分排名首位，香港警務處則以評分63.7，為九個紀律部隊當中最低，其滿意淨值為26個百分點。
2019年6月，港大民調於3至6日（即69大遊行、612衝突、616大遊行前）進行調查，隨機抽樣電話訪問了1,006名18歲或以上操粵語的香港居民。結果顯示香港消防處評分為83.1分排第一，警務處則排名第九，評分為61，是9個紀律部隊當中最低。2019年8月初，香港民意研究計劃以電話訪問1015名市民，當中對警務處滿意度評分只有39.4分，較6月初反修例運動爆發前的61分急跌21.6分，數字為2012年有紀錄以來最低。同年10月，中大傳播與民意調查中心就反修例議題做民意調查，當中受訪者對警方的信任度平均只有2.6分(以10分為滿分)，高達51.5%受訪者給予0分，即「完全不信任」。2019年《逃犯條例》草案修訂爭議期間，警方的處理手法備受爭議，亦有聲音批評警隊高層靠攏中國大陸當局，不再維持政治中立。2019年7月元朗襲擊事件中，警方被批評與無差別襲擊市民的黑社會人士勾結。國際特赦組織則確認香港警隊在2019年6月12日大致和平的示威中，使用不必要及過份武力，違反國際人權法。
2019年8月13日，聯合國人權事務高級專員辦事處發言人指出，聯合國人權理事會已檢視可信證據，證實香港執法人員使用「低致命武器」時違反國際標準及規範。由於香港人權狀況惡化，歐美多國已將香港警隊列入武器禁運的制裁對象。
據2019年10月香港明報委託中文大學傳播與民意調查中心進行民調，一項民意調查顯示，香港民眾對警方信任度創新低，有過半數給0分（完全信任為10分），該調查顯示，不同年齡段的受訪者對警方的信任度不同，15歲到24歲的受訪者中89.3%傾向於不信任警方，25歲到39歲的受訪者中83.8%不信任警方，年紀越大者，越信任警方；60歲以上的受訪者中56.7%不信任警方；而據2019年12月統計，警隊民望處眾多紀律部隊之末，被40%受訪者給予0分，可見香港警察不受市民信任。
2020年5月，香港民意研究計劃在5月4至6日訪問1,004名市民，警隊滿意度評分為36.8分，繼續在九個紀律部隊中包尾，有超過四成市民給予警隊0分。 
2022年10月8日，香港民意研究計劃民調顯示，滿意度已經回升至56.4。

### 警察質素評估
2001年，「政治及經濟風險評估」顧問公司訪問各國經商人士，比較各國「警察質素」，調查顯示在亞洲12個地區中，香港警察在2001年居首，該調查共分三部份，「法制公正程度」、「司法素質」和「警察質素」，香港的亞洲總排名則不及新加坡。
據世界經濟論壇的《世界競爭力報告》裡警察服務的可靠度細項，於2011至2012年度，在142個受統計地區中，香港警務處排名第9。於2012年至2013年年度，在144個受統計地區中，香港警務處排名第10。於2013年至2014年年度在148個受統計地區中，香港警務處排名第4。
憑藉維持香港為世界上其中一座罪案率為最低的地區及最高的破案率，香港警務處於1960年代起被國際刑警組織及國際評定及評價為「亞洲最佳」（Asia's Finest）的警務機構，曾經是世界上最專業及優秀的警察機構之一。
香港主權移交後，香港警察的形象急劇惡化，在曾偉雄任職警務處處長期間尤甚，亦出現「香港警察公安化」的問題。

### 與其他國家或地區比較
以下是蓋洛普2014年年終的民意調查，當中有問及全球不同人士對警察、法官、記者的信任度：
| 國家或地區 | 警察信任度 | 法官信任度 | 記者信任度 |
| ---------- | ---------- | ---------- | ---------- |
| 香港       | 43%        | 77%        | 49%        |
| 芬兰       | 92%        | 77%        | 51%        |
| 冰島       | 84%        | 53%        | 28%        |
| 瑞典       | 80%        | 70%        | 24%        |

### 國際人權監察組織評價
2019年反對逃犯條例修訂草案運動期間，國際組織人权观察評價香港警察「明知故犯，反而不断增强使用武力」，認為他們應停止過度使用武力，並應自我克制。另一方面，在中國政府角度，「人權監察」屬於中國實施制裁的5個非政府組織之一，其他包括「美國國家民主基金會」、「美國國際事務民主協會」、「自由之家」等，批評這些組織「表現惡劣」。

### 2名首長因香港問題名列美國制裁名單
2020年8月7日，美國財政部宣佈，制裁11名損害香港自治的中港官員並公開其個人資料，被制裁者包括林鄭月娥、香港警務處時任處長鄧炳強及盧偉聰等人，相比其它部門及單位只有一位首長被制裁，香港警務處因有兩名首長被列入《SDN黑名單》內而成為部門之冠。分析指香港問題上被美國制裁者除了美國資產會被凍結外，其海外及香港銀行服務亦極可能會被取消。

## 相關統計

### 學歷

#### 投考人
根據警務處的官方統計，2008年至2011年3年間，40%投考人為滿足招募基本成績要求的香港中學會考（包括中國語文及英國語文在內的5科E級或以上成績）或者香港中學文憑考試（5科第2級或以上成績）學歷，其餘均為更高學歷的持有者。
2011年5月1日起，招募組修訂了警員遴選程序，在小組面試階段增加了實務事件處理測試，於首部份要求投考人模擬事實搜集評估，於20分鐘內以中文及第一身角度將其所述事件記錄；於次部份要求投考人模擬案件記錄評估，於10分鐘內以英文記錄一份簡要警察報告。此舉致使僅滿足招募基本成績要求的投考人的成功率大幅度地下降。
為鼓勵更多有才幹及卓越的人士加入警隊，警方表示自2022年4月1日開始，調整警員、見習督察及輔警警員的居港年期入職要求及在招募的遴選程序中加入尿液驗毒測試。根據政府新聞公告指，自四月一日開始，警員、見習督察及輔警警員入職要求中「在港居住七年或以上」的居港年期規定將會取消，申請人只須符合「香港特別行政區永久性居民」的要求便可投考。而有關尿液驗毒計劃則屬配合警隊的誠信管理策略。
警方發言人指出：「警隊一向採取積極主動的招募策略，並定期檢討有關政策，以吸引質素卓越的人士投考警隊。是次調整使警隊的招募工作及入職要求與其他紀律部隊看齊，以保持警隊在人力資源市場的競爭力。」
2022年10月31日，警隊今年4至9月投考督察及警員的人數，分別為1816及2654人次，均較去年同期下跌超過一成，警務處副處長周一鳴表示，警隊現時有5千多個職位空缺，在招募上面對挑戰，他認為，少了人投考警隊，涉及多方面因素，包括整體人力市場、社會、政治及經濟等因素影響。

#### 新入職
自1999年4月1日起，全數新入職的見習督察均至少持有學士學歷。
根據香港警務處回應立法會財務委員會審核開支預算管制人員的公佈資料中，自2004年至2008年度間，新入職的見習督察的學歷分佈為：13%為碩士或以上，其餘均為學士；新入職的警員的學歷分佈為：23%為學士及碩士、15%為文憑或高級文憑、26%為香港高級程度會考，其餘36%則為滿足招募基本學歷要求的香港中學會考（包括中國語文及英國語文在內的5科E級或以上成績）或者香港中學文憑考試（5科第2級或以上成績）。

#### 現職
曾蔭培出任警務處處長期間積極提倡終生學習，鼓勵人員不斷進修。自此，人員學歷節節上升，於員佐級，碩士及博士學歷持有者大有人在。截至2009年年底，員佐級中有5,000名人員（即1/5）擁有學士或者以上學歷。
2014年7月7日，警務處對內公佈一份備忘錄，要求人員將全部於入職後所考獲而未申請及報告之持有學歷資格接受學歷認證。如果相關學歷資格並非由已知的認可機構發出，則必須自費向香港學術及職業資歷評審局申報，才可能輸入在入事資訊系統之內；部份銜接學士不被承認資格。

### 平均年齡
截至2008年年底，新入職的警員平均年齡為23歲，新入職的見習督察為26歲。

### 投考難度
2009年至2010年年度，有逾18,000人投考加入警務處，當中逾40%投考警員者持有學士或者以上學歷；投考警員的成功率為18%。投考見習督察的成功率為1.4%，投考見習督察筆試的及格率為25%，延續面試及最後面試約40%及格。2010年至2011年年度，有逾20,000人投考加入警務處。

### 流失率
2010年至2011年年度，警務處的整體流失率（包括退休以及辭職）為4.86%。另外，督察級的退休年齡前流失率為1.43%；當中不少本來就擁有相關專業學歷、牌照或資格的人員於擁有10年年資後辭職，轉投法律、銀行、醫學及航空等業界發展。
2008年為警務處的流失率高峰開始，至2012年往後未來5年更為頂峰。預計於2013年起未來5年，員佐級及督察級的流失率為1/4。原因在於1975年起，警務處連續數年舉行了大招募，促進了警察員額在數年間急速增長達一倍至兩萬人。惟受到警務人員的退休年齡限制（55歲），於該年期召募的人員於踏進2010年代起臨屆退休年齡。

### 殉職數字
由1945年8月31日或者以後存有紀錄中的殉職人員共有300名，最新的一名殉職的人員為水警总督察林婉仪，於2021年9月25日在沙洲进行反走私行动时被走私大飞恶意撞翻水警快艇后坠海殉职，于9月27日在大屿山二澳寻回其遗体。

## 其它

### 博物館
警隊博物館為由香港警務處管轄以香港警察歷史為主題的博物館，現時館址座落於1939年落成的前灣仔峽警署──位於香港香港島山頂甘道27號，於1988年11月25日正式對外開放。總樓面面積約570平方米，展品數目約1,200餘件。

### 市民對警察的稱呼
市民對警察的稱呼隨時代及社會整體觀感改變，包括「阿Sir」、「阿蛇」、「毅進仔」、「忠誠契弟」、「香港城管」、Popo及黑警。

### 福利
香港警察為旗下的人員提供休閒遊樂設施，例如位於太子界限街的警察體育遊樂會及為高級人員而設，位於銅鑼灣鴻興道的警官會所。

### HKSOS
HKSOS是香港警務處系統部研發的一個緊急救援手機應用程式，專為不同的海陸空戶外活動而設計，讓使用者在緊急情況下可以一鍵直達999報案中心。該應用程式能夠自動偵測意外事件，並具備地圖、行山路線和定位功能。即使沒有流動通訊網絡，也可以配合Signal Radar，讓搜救人員在最短時間內提供協助。

### 新界北總區防罪聯盟
2022年10月成立。該聯盟邀請區內不同的公私營企業和機構加入，並透過成員的協助向旗下員工和客戶發放防騙訊息，實踐「全民防罪·守護萬家」的理念。

### 引用
1. ↑  . 环球网.   [2019-11-19]. （原始内容存档于2021-04-16） （中文（中国大陆））. （页面存档备份，存于）
2. ↑  警方網頁轉口號　「服務為本　精益求精」變「忠誠勇毅　心繫社會」 （页面存档备份，存于） 852郵報 2019-11-19
3. ↑   (PDF). 香港警務處.   [2015-02-27]. （原始内容 (PDF)存档于2015-02-27）. （页面存档备份，存于）
4. 1 2  . 香港警務處.   [2011-07-26]. （原始内容存档于2011-08-18）. （页面存档备份，存于）
5. ↑  .   [2014年12月2日]. （原始内容存档于2014年12月25日）. （页面存档备份，存于）
6. ↑  . 主場新聞. 2013-10-18.[永久]
7. ↑  .   [2021-06-25]. （原始内容存档于2021-06-25）. （页面存档备份，存于）
8. 1 2 3  鄭經翰. . 信報 (鄭經翰). 2010-02-17  [2010-11-12]. （原始内容存档于2014-10-06）. （页面存档备份，存于）
9. 1 2 3  David Pierson. . 洛杉磯時報. 2019-06-20  [2019-06-23]. （原始内容存档于2019-07-24）. （页面存档备份，存于）
10. ↑  . 立場新聞. 2020-05-19  [2020-06-15]. （原始内容存档于2021-04-16）. （页面存档备份，存于）
11. ↑   (PDF). 香港民意研究所. 2020-05-19  [2020-06-15]. （原始内容存档 (PDF)于2021-03-10）. （页面存档备份，存于）
12. 1 2   (PDF). 香港民意研究所. 2022-11-22  [2023-04-18]. （原始内容存档于2023-02-01）. （页面存档备份，存于）
13. ↑  . 警聲 (香港警務處).   [2012-11-28]. （原始内容存档于2012-04-15）. （页面存档备份，存于）
14. ↑  .   [2014-11-29]. （原始内容存档于2015-05-02）. Archive.today的存檔，存档日期2015-05-02
15. ↑  .   [2014-04-24]. （原始内容存档于2013-12-29）. （页面存档备份，存于）
16. ↑  .   [2014-04-24]. （原始内容存档于2013-07-11）. Archive.today的存檔，存档日期2013-07-11
17. ↑   (PDF).   [2014-04-24]. （原始内容 (PDF)存档于2013-10-19）. （页面存档备份，存于）
18. ↑  .   [2014-10-03]. （原始内容存档于2014-10-02）. （页面存档备份，存于）
19. ↑  .   [2014-04-24]. （原始内容存档于2014-10-02）. （页面存档备份，存于）
20. ↑  警隊資訊科技保安　獲國際認可 （页面存档备份，存于） 《警聲》第941期
21. ↑   (PDF).   [2014-04-24]. （原始内容 (PDF)存档于2013-10-19）. （页面存档备份，存于）
22. 1 2 3  . 頭條日報.
23. ↑   (PDF). 香港立法局.   [2009-04-13]. （原始内容存档 (PDF)于2004年2月23日）. （页面存档备份，存于）
24. ↑  服務為本、精益求精  副處長曾偉雄談警隊發展 （页面存档备份，存于） 《警聲》第901期
25. ↑  . 頭條日報. 2009-01-10  [2010-11-12]. （原始内容存档于2021-02-22）. （页面存档备份，存于）
26. ↑  . 香港特別行政區勞工及福利局. 2008-10-18  [2010-11-12]. （原始内容存档于2013-09-27）. （页面存档备份，存于）
27. ↑  . 香港特別行政區政府新聞處. 2009-01-10  [2010-11-12]. （原始内容存档于2011-10-26）. （页面存档备份，存于）
28. ↑  . 星島日報. 2009-01-10.[]
29. ↑  張家偉. . 香港: 香港大學出版社. 2012年3月: 7  [2022-07-25]. ISBN 9789888083961. （原始内容存档于2022-07-25）. （页面存档备份，存于）
30. ↑  . 眾新聞. 2017-09-20  [2022-08-29]. （原始内容存档于2021-07-01）. （页面存档备份，存于）
31. ↑  . 明報 (香港中文大學). 2001-07-08  [2023-02-04]. （原始内容存档于2023-02-05）. （页面存档备份，存于）
32. ↑   (PDF). 香港警務處. （原始内容存档 (PDF)于2016-01-08）. （页面存档备份，存于）
33. ↑  . 消失的檔案.   [2022-08-29]. （原始内容存档于2020-03-28）. （页面存档备份，存于）
34. ↑  . 香港01. 2017-04-28  [2022-01-05]. （原始内容存档于2022-01-03）. （页面存档备份，存于）
35. ↑  . 頭條日報. 2017-06-02  [2022-07-25]. （原始内容存档于2022-11-10）. （页面存档备份，存于）
36. ↑  . 蘋果日報 (果靈聞庫). 2006-05-16  [2023-03-02]. （原始内容存档于2021-08-31）. （页面存档备份，存于）
37. ↑  .   [2011-08-28]. （原始内容存档于2013-09-27）. （页面存档备份，存于）
38. ↑  「香港動盪時期的警政」展覽 （页面存档备份，存于）《警聲》第828期，2006年8月2日
39. ↑  HK拆彈雄心 戰術揭秘 （页面存档备份，存于）《都市日報》 2011年7月26日
40. ↑  . 明報. 2009-10-02. （原始内容存档于2009-10-05）. （页面存档备份，存于）
41. ↑  . 明報. 2009-11-07. （原始内容存档于2009-11-09）. （页面存档备份，存于）
42. ↑  警 破門爆彈 嚇煞酒店住客 （页面存档备份，存于） 《東方日報》 2002年9月9日
43. ↑  飛虎擒綁架案兩主腦 （页面存档备份，存于） 《東方日報》 2002年9月9日
44. ↑  .   [2013-04-11]. （原始内容存档于2010-11-15）. （页面存档备份，存于）
45. ↑  飛虎隊凌晨再擒兩綁匪 （页面存档备份，存于） 《星島日報》 2002年9月8日
46. ↑  綁票主犯全落網今提堂[] 《星島日報》 2002年9月9日
47. ↑  四部門合作顯神通 （页面存档备份，存于） 《太陽報》 2002年9月9日
48. ↑  綁架案拘15人起40萬贖金 飛虎擒雙槍王 （页面存档备份，存于） 《太陽報》 2002年9月9日
49. ↑  綁架案仍有兩主犯在逃 （页面存档备份，存于） 《東方日報》 2002年9月9日
50. ↑  殺人房戰術 不流一滴血 飛虎悍將十秒攻入房 （页面存档备份，存于） 《太陽報》 2002年9月9日
51. ↑  綁票案四十萬贖金起回 （页面存档备份，存于） 《文匯報》 2002年9月9日
52. ↑  報訊者可得二百萬 （页面存档备份，存于） 《文匯報》 2003年12月25日
53. ↑  開埠以來五代賊王 （页面存档备份，存于） 《文匯報》 2003年12月25日
54. ↑  警懸二百萬緝季炳雄 （页面存档备份，存于） 《東方日報》 2003年12月25日
55. ↑  曾因偷竊入獄 與警駁火中槍 季炳雄愈變愈激 （页面存档备份，存于） 《太陽報》 2003年12月25日
56. ↑  警布重兵賊王今提堂 （页面存档备份，存于） 《東方日報》 2003年12月26日
57. ↑  情報科布羅網 迅雷不及掩耳 午夜突擊爆門建功 （页面存档备份，存于） 《太陽報》 2003年12月25日
58. ↑  與賊王為鄰 女住客一額汗 （页面存档备份，存于） 《文匯報》 2003年12月25日
59. ↑  炸賊竇巨響恍如地震 （页面存档备份，存于） 《東方日報》 2003年12月25日
60. ↑  飛虎隊扮「蜘蛛俠」 （页面存档备份，存于） 《文匯報》 2003年12月25日
61. ↑  警方早悉行蹤 放長線釣大魚 賊王持假證自美入境 （页面存档备份，存于） 《太陽報》 2003年12月25日
62. ↑  .   [2012-06-23]. （原始内容存档于2012-11-07）. （页面存档备份，存于）
63. ↑  籌錢過年擬食大茶飯 （页面存档备份，存于） 《東方日報》 2003年12月25日
64. ↑  長短火威力驚人 手榴彈爆炸奪命 武器媲美飛虎隊 （页面存档备份，存于） 《太陽報》 2003年12月25日
65. ↑  飛虎生擒賊王季炳雄 （页面存档备份，存于） 《東方日報》 2003年12月25日
66. ↑  賊王落網舉觴稱慶 確保平安莫毀長城 （页面存档备份，存于） 《東方日報》 2003年12月25日
67. ↑  季炳雄酣夢 飛虎隊奇襲 夜擒賊王 （页面存档备份，存于） 《太陽報》 2003年12月25日
68. ↑  警破械劫集團  董建華讚表現出色 （页面存档备份，存于） 政府新聞網 2003年12月24日
69. ↑  香港賊王季炳雄10秒就擒 （页面存档备份，存于） 《文匯報》 2003年12月25日
70. ↑  特首讚警高效破大案 （页面存档备份，存于） 《文匯報》 2003年12月25日
71. ↑  [無線新聞 2003年12月24日]
72. ↑  一哥坐正即獲聖誕禮 （页面存档备份，存于） 《東方日報》 2003年12月25日
73. ↑  行動出色有效 最佳聖誕禮物 董建華為警隊驕傲 （页面存档备份，存于） 《太陽報》 2003年12月25日
74. ↑  捉賊王尚未成功 截黑槍仍須努力 （页面存档备份，存于） 《太陽報》 2003年12月25日
75. ↑  范錫明：「秘密武器」應付午夜暴力 CIB幕後英雄揭當年擒新賊王內幕 （页面存档备份，存于） 《星島日報》 2012年1月30日
76. ↑  人員積極操練  迎接部長級會議 （页面存档备份，存于） 《警聲》第803期
77. ↑  ○五年排新陣抗過江農 （页面存档备份，存于） 《東方日報》 2012年3月16日
78. ↑  行政長官讚揚警隊 （页面存档备份，存于） 《警聲》 第814期
79. ↑  警隊獲頒傳媒金盾獎 （页面存档备份，存于） 《警聲》 第819期
80. ↑  世貿期間人員表現出色 讚賞仍如雪片紛至 （页面存档备份，存于） 《警聲》 第817期
81. ↑  世貿會議警隊花絮 （页面存档备份，存于） 《警聲》 第815期
82. ↑  .   [2015-01-18]. （原始内容存档于2010-01-07）. （页面存档备份，存于）
83. ↑  20日第二宗 五枚均無火藥 東京街再發現戰前炸彈 （页面存档备份，存于） 《太陽報》 2006年4月28日
84. ↑  香港东京街炮弹大引爆 震动深水埗 星岛环球网 《星島日報》 2006年4月9日[]
85. ↑  4000萬線人費破 8億藏毒案 （页面存档备份，存于）《蘋果日報》 2011年9月20日
86. ↑  二千磅戰時炸彈險炸跑馬地 2260人疏散 （页面存档备份，存于） 《AM730》 2014年2月7日
87. ↑  舊區重建隨時挖出炸彈 廿年發現2000二戰軍火 （页面存档备份，存于） 《文匯報》 2014年3月4日
88. ↑  11軍火專家保全港安全 （页面存档备份，存于） 《新報》 2014年3月10日
89. ↑  四封隧道　三次低溫切割　兩度爆炸 警耗18小時　巧拆2,000磅炸彈 （页面存档备份，存于） 《蘋果日報》 2014年2月8日
90. ↑  EOD成功化解炸彈危機  燃燒千磅炸藥 彈殼或送展覽 （页面存档备份，存于） 《成報》 2014年2月8日
91. ↑  二戰炮火集港島 巨彈頻出土 （页面存档备份，存于） 《東方日報》 2015年3月6日
92. ↑  . 東網. 2019-06-09  [2019-06-18]. （原始内容存档于2019-09-12）. （页面存档备份，存于）
93. ↑  . 香港01. 2019-05-21  [2019-05-22]. （原始内容存档于2019-09-12）. （页面存档备份，存于）
94. ↑  . 自由時報. 2019-06-16  [2019-06-16]. （原始内容存档于2019-06-16）. （页面存档备份，存于）
95. ↑  . 香港經濟日報. 2019年6月11日  [2019年6月13日]. （原始内容存档于2019年6月12日） （中文）. （页面存档备份，存于）
96. ↑  . 香港01. 2019年6月12日 （中文）.
97. ↑  . 明報. 2019年6月11日  [2019年9月24日]. （原始内容存档于2019年7月3日） （中文）. （页面存档备份，存于）
98. ↑  . on.cc東網. 2019-06-12  [2019-06-12]. （原始内容存档于2019-09-12）. （页面存档备份，存于）
99. ↑  . 明報. 2019-06-13  [2019-06-13]. （原始内容存档于2019-06-14）. （页面存档备份，存于）
100. ↑  . 蘋果日報. 2019-06-21  [2019-06-21]. （原始内容存档于2019-06-20）. （页面存档备份，存于）
101. 1 2 3  . 國際特赦組織. 2019-06-21  [2019-06-23]. （原始内容存档于2019-06-21）. （页面存档备份，存于）
102. ↑  . Now 新聞. 2019-07-02  [2020-08-27]. （原始内容存档于2021-04-16）. （页面存档备份，存于）
103. ↑  梁文賢. . 明週文化. 2019-06-20  [2020-08-28]. （原始内容存档于2021-04-16）. （页面存档备份，存于）
104. ↑  余美霞，李慧筠，李智賢， 梁思行 發. . 端傳媒. 2020-08-10  [2020-08-28]. （原始内容存档于2020-08-30）. （页面存档备份，存于）
105. ↑  勞顯亮. . 香港01. 2019-07-26  [2020-08-28]. （原始内容存档于2019-12-05）. （页面存档备份，存于）
106. 1 2  . 端傳媒. 2019-07-10  [2019-07-10]. （原始内容存档于2019-07-10）. （页面存档备份，存于）
107. ↑  . on.cc. 2016-12-22  [2020-08-28]. （原始内容存档于2021-03-10）. （页面存档备份，存于）
108. ↑  沈偉男. . 明報. 2017-02-28  [2020-08-28]. （原始内容存档于2021-04-16）. （页面存档备份，存于）
109. ↑  . 立場新聞. 2020-01-06  [2020-08-28]. （原始内容存档于2020-09-05）. （页面存档备份，存于）
110. ↑  . 法國國際廣播電台. 2017-01-12  [2020-09-07]. （原始内容存档于2021-04-16）. （页面存档备份，存于）
111. ↑  [大sir學歷大起底｜揭逾半警察高層博紮職入黨校洗腦 ] 请检查|url=值 (帮助). 壹週刊. 2019-12-31  [2020-09-07].
112. ↑  . FORTUNE INSIGHT. 2019-08-20  [2020-09-07]. （原始内容存档于2020-10-01）. （页面存档备份，存于）
113. ↑  法政匯思. . 眾新聞. 2020-01-23  [2020-08-28]. （原始内容存档于2021-04-16）. （页面存档备份，存于）
114. ↑  . 端傳媒. 2017-02-23  [2020-09-07]. （原始内容存档于2021-04-16）. （页面存档备份，存于）
115. ↑  . 信報. 2019-09-12  [2020-08-28]. （原始内容存档于2021-04-16）. （页面存档备份，存于）
116. ↑  湯惠芸. . 美國之音. 2019-06-24  [2020-08-28]. （原始内容存档于2021-04-16）. （页面存档备份，存于）
117. ↑  . 立場新聞. 2019-11-25  [2020-08-28]. （原始内容存档于2021-04-16）. （页面存档备份，存于）
118. ↑  . 路透社. 2020-08-13  [2020-08-27]. （原始内容存档于2020-12-03）. （页面存档备份，存于）
119. ↑  . 香港電台. 2019-08-13  [2020-08-27]. （原始内容存档于2020-11-09）. （页面存档备份，存于）
120. ↑  . 頭條日報. 2020-05-19  [2020-08-27]. （原始内容存档于2021-04-16）. （页面存档备份，存于）
121. ↑  香江霧語. . 端传媒. 2019-10-16  [2019-10-16]. （原始内容存档于2021-04-16） （中文）. （页面存档备份，存于）
122. ↑  Kent Ewing. . 香港自由新聞. 2019-06-25  [2019-06-27]. （原始内容存档于2019-06-27）. （页面存档备份，存于）
123. 1 2  . 端傳媒. 2019-06-26  [2019-06-26]. （原始内容存档于2019-07-03）. （页面存档备份，存于）
124. ↑  Enno Lenze. . Twitter.   [2019-11-10]. （原始内容存档于2020-11-12）. （页面存档备份，存于）
125. ↑  . 巴士的報. 2019-06-05  [2019-06-23]. （原始内容存档于2019-06-23）. （页面存档备份，存于）
126. ↑  . 香港01. 2017-11-10  [2019-06-23]. （原始内容存档于2019-06-23）. （页面存档备份，存于）
127. ↑  . 明報.   [2019-07-16]. （原始内容存档于2019-07-16）. （页面存档备份，存于）
128. ↑  張美華. . 香港01. 2019-04-01  [2019-07-16]. （原始内容存档于2019-07-16） （中文（香港））. （页面存档备份，存于）
129. ↑  黃毅力. . 都市日報. 2010-09-02  [2010-11-08]. （原始内容存档于2014-01-09）. （页面存档备份，存于）
130. ↑   (PDF): 第140頁.   [2014-04-24]. （原始内容存档 (PDF)于2012-08-23）. （页面存档备份，存于）
131. ↑  . 香港警務處.   [2010-06-10]. （原始内容存档于2014-04-24）. （页面存档备份，存于）
132. ↑  . 香港警務處.   [2021-07-06]. （原始内容存档于2021-08-10）. （页面存档备份，存于）
133. ↑   (PDF). 香港警察年報. 2010  [2014-04-24]. （原始内容 (PDF)存档于2013-10-19）. （页面存档备份，存于）
134. ↑  呂凝敏. . 香港01. 2016-01-11  [2025-01-31] （中文（香港））.
135. 1 2 3 4  星島日報. . std.stheadline.com. 2024-07-11  [2025-01-31] （中文（香港））.
136. 1 2 3 4  . hkcd.com.   [2025-01-31].
137. ↑  呂凝敏. . 香港01. 2016-01-11  [2025-01-31] （中文（香港））.
138. ↑  何倩瑜. . 香港01. 2024-07-11  [2025-01-31] （中文（香港））.
139. ↑  呂凝敏. . 香港01. 2016-01-11  [2025-01-31] （中文（香港））.
140. ↑  .   [2022-05-27]. （原始内容存档于2022-10-24）. （页面存档备份，存于）
141. ↑  警槍｜消息：警方以中國曲尺手槍取代「點三八」　須花逾十年更換
142. 1 2  . web.archive.org. 2021-02-14  [2025-01-31].
143. 1 2  Cheng, Selina. . Hong Kong Free Press HKFP. 2021-02-16  [2025-01-31] （英国英语）.
144. 1 2 3  呂凝敏. . 香港01. 2016-01-11  [2025-01-31] （中文（香港））.
145. ↑  陳栢宇. . 香港01. 2018-06-01  [2025-01-31] （中文（香港））.
146. ↑  陳宇軒, 邱靖汶. . 香港01. 2017-11-17  [2025-01-31] （中文（香港））.
147. ↑  . Apple Daily 蘋果日報.   [2025-01-31].
148. ↑  Pao, Ming. . www.mingpaocanada.com.   [2025-01-31] （英语）.
149. ↑  . am730.   [2025-01-31] （中文（香港））.
150. ↑  . 852郵報. 2019-06-20  [2025-01-31] （中文（香港））.
151. ↑  王慧珊. . 香港01. 2020-07-29  [2025-01-31] （中文（香港））.
152. ↑  . web.archive.org. 2021-04-18  [2025-01-31].
153. ↑  . Apple Daily 蘋果日報.   [2025-01-31] （中文（香港））.
154. ↑  . BBC News 中文.   [2025-01-31] （中文（繁體））.
155. ↑  . RFI - 法國國際廣播電台. 2021-02-15  [2025-01-31] （中文（繁體））.
156. ↑  . 立場新聞 Stand News.   [2025-01-31].
157. ↑  . 立場新聞 Stand News.   [2025-01-31].
158. ↑  . Apple Daily 蘋果日報.   [2025-01-31] （中文（香港））.
159. ↑  . Apple Daily 蘋果日報.   [2025-01-31].
160. ↑  洪琦琦, 魯嘉裕. . 香港01. 2017-02-28  [2025-01-31] （中文（香港））.
161. ↑  .   [2023-08-12]. （原始内容存档于2023-08-12）. （页面存档备份，存于）
162. ↑  .   [2023-02-05]. （原始内容存档于2023-02-05）. （页面存档备份，存于）
163. ↑  .   [2023-05-08]. （原始内容存档于2023-05-09）. （页面存档备份，存于）
164. ↑  . 香港警務處.   [2023-01-01]. （原始内容存档于2019-10-05）. （页面存档备份，存于）
165. ↑  . www.police.gov.hk.   [2024-06-17]. （原始内容存档于2023-08-24）.
166. ↑  . www.police.gov.hk.   [2024-11-17]. （原始内容存档于2024-12-20）.
167. ↑  News, 無綫新聞TVB. . 無綫新聞 TVB News.   [2024-12-02]. （原始内容存档于2024-12-20） （中文（香港））.
168. ↑  . www.police.gov.hk.   [2024-12-02]. （原始内容存档于2024-12-20）.
169. ↑  . www.info.gov.hk.   [2024-12-02]. （原始内容存档于2024-12-31）.
170. ↑   (PDF).   [2011-07-06]. （原始内容 (PDF)存档于2014-10-06）. （页面存档备份，存于）
171. ↑  每10萬人有450警　港警力列全球五強 （页面存档备份，存于） 《蘋果日報》 2013年10月18日
172. ↑  關於監警會 （页面存档备份，存于）, 關於監警會.
173. ↑  《監警會發表2010/11工作報告通過的投訴個案及指控數字錄得增長 （页面存档备份，存于）》（另一連結 （页面存档备份，存于）），監警會新聞稿，2011年12月20日。
174. ↑  監警會否定曾偉雄「黑影論」，隻手遮鏡頭警員要接受紀律聆訊 （页面存档备份，存于），亞洲電視本港台新聞（Youtube視頻）。
175. ↑  投訴警察課未查完　處長先下結論 監警會加入圍攻曾偉雄 （页面存档备份，存于），《香港蘋果日報》，2011年9月2日。
176. ↑  張達明：可引入部分調查權 （页面存档备份，存于）, DBC,  2015-02-09 .
177. ↑  美國國會報告 （页面存档备份，存于）, VOA, 2015年11月10日.
178. 1 2  . 澳門平台. 2019-08-09.[]
179. ↑  . 警聲 (香港警務處). 2001, (第697期)  [2010-07-18]. （原始内容存档于2014-07-14） （中文（繁體））. （页面存档备份，存于）
180. ↑   (PDF). 香港特別行政區公務員事務局.   [2010-06-13]. （原始内容存档 (PDF)于2015-09-23）. （页面存档备份，存于）
181. ↑  . 香港警務處.   [2010-07-19]. （原始内容存档于2007-08-29）. （页面存档备份，存于）
182. ↑  . 香港警務處. 2006  [2010-06-10]. （原始内容存档于2014-07-14）. （页面存档备份，存于）
183. ↑  . 明報. 2012-04-20  [2015-11-06]. （原始内容存档于2014-07-14）. （页面存档备份，存于）
184. ↑  . 香港記者協會. 2011-09-01  [2015-11-06]. （原始内容存档于2015-09-24）. （页面存档备份，存于）
185. ↑  . 香港大學民意研究計劃.   [2015-11-06]. （原始内容存档于2016-02-22）. （页面存档备份，存于）
186. ↑  . 主場新聞 (Facebook). 2013-07-09  [2016-03-06]. （原始内容存档于2017-03-08）. （页面存档备份，存于）
187. ↑  . 蘋果日報. 2013-07-10  [2016-03-06]. （原始内容存档于2017-03-05）. （页面存档备份，存于）
188. 1 2  . DBC數碼電台. 2014年12月9日  [2014年12月18日]. （原始内容存档于2014年12月22日） （中文（香港））. （页面存档备份，存于）
189. ↑  . 香港01. 2016-08-27  [2019-07-15]. （原始内容存档于2019-07-15）. （页面存档备份，存于）
190. ↑  梁煥敏. . 香港01. 2018-06-05  [2019-07-08]. （原始内容存档于2019-07-08）. （页面存档备份，存于）
191. ↑  鄭翠碧. . 香港01. 2019-06-18  [2019-10-22]. （原始内容存档于2021-01-25） （中文（香港））. （页面存档备份，存于）
192. ↑  . 明報. 2019-11-18  [2020-02-08]. （原始内容存档于2021-04-16）. （页面存档备份，存于）
193. ↑  . 德國之聲. 2019-07-24  [2019-08-09]. （原始内容存档于2019-07-25）. （页面存档备份，存于）
194. ↑  . 端傳媒. 2019-08-13  [2019-08-13]. （原始内容存档于2019-08-18）. （页面存档备份，存于）
195. ↑  . 香港經濟日報. 2019-07-10  [2019-12-01]. （原始内容存档于2019-12-29）. （页面存档备份，存于）
196. ↑  . 明報. 2019-06-20  [2019-12-01]. （原始内容存档于2020-03-18）. （页面存档备份，存于）
197. ↑  . Now新聞. 2019-11-21  [2019-12-01].
198. ↑  . 頭條日報. 2019-06-25  [2019-12-01]. （原始内容存档于2021-04-16）. （页面存档备份，存于）
199. ↑  . 美國之音. 2019-10-18  [2019-12-31]. （原始内容存档于2021-04-16）. （页面存档备份，存于）
200. ↑  . 香港電台. 2019年12月6日  [2019年12月6日]. （原始内容存档于2021年4月16日）. （页面存档备份，存于）
201. ↑  范世平. . 信傳媒. 2019-11-15  [2019-12-31]. （原始内容存档于2019-12-31）. （页面存档备份，存于）
202. ↑  胡尚佑. . 眾新聞 (眾新聞). 2020-05-20  [2020-05-23]. （原始内容存档于2021-04-16）. （页面存档备份，存于）
203. ↑  . 環球時報 (人民網). 2001-06-22  [2014-06-27]. （原始内容存档于2014-10-12）. （页面存档备份，存于）
204. ↑  .   [2014-10-17]. （原始内容存档于2014-10-20）. （页面存档备份，存于）
205. ↑  保安局局長葉劉淑儀2001年6月8日致辭全文 （页面存档备份，存于） 《新聞公報》 2001年6月8日
206. ↑  香港警隊質素備受讚揚 （页面存档备份，存于） 《警聲》第704期
207. ↑   (PDF).   [2012-06-16]. （原始内容存档 (PDF)于2014-07-01）. （页面存档备份，存于）
208. ↑   (PDF).   [2014-10-08]. （原始内容存档 (PDF)于2014-10-12）. （页面存档备份，存于）
209. ↑  [Kevin Sinclair & Nelson Ng: Asia's Finest Marches On ISBN 9628513028]
210. ↑  香港警隊－如何在執法中運用資訊科技 （页面存档备份，存于） 廉政公署
211. ↑  警隊改革有助香港繁榮安定 （页面存档备份，存于） 《新聞公報》 1998年12月12日
212. ↑  中華人民共和國香港特別行政區成立五周年大事紀要 （页面存档备份，存于） 2002年7月
213. ↑  政務司司長警務處顧客服務改善推展計劃啟用典禮演辭 （页面存档备份，存于） 《新聞公報》 1999年6月3日
214. ↑  行政長官讚揚警隊表現專業 （页面存档备份，存于） 《警聲》第972期
215. ↑  20th INTERPOL Asian Regional Conference國際刑警組織 （页面存档备份，存于）
216. ↑  衝出亞洲 走向世界 （页面存档备份，存于） 公務員事務局
217. ↑  警察機動部隊是保護市民安全的英雄 （页面存档备份，存于） 捕捉香港 2008年11月22日
218. ↑  立法會保安事務委員會會議紀要 （页面存档备份，存于） 1998年11月5日
219. ↑  市建局主席勉勵結業學員　執法處事　剛柔並濟 （页面存档备份，存于） 《警聲》第957期
220. ↑  律政司司長檢閱警察學院結業會操致辭全文 （页面存档备份，存于） 《新聞公報》 2012年10月27日
221. ↑  .   [2014-11-27]. （原始内容存档于2014-11-02）. （页面存档备份，存于）
222. ↑  警隊評分跌 九七後新低 （页面存档备份，存于） 《信報》 2014年12月9日
223. ↑  警隊民望創回歸後新低 （页面存档备份，存于） 《星島日報》 2014年12月9日
224. ↑  警隊民望創回歸後新低 （页面存档备份，存于） 《蘋果日報》 2014年12月9日
225. ↑  .   [2015-04-29]. （原始内容存档于2015-05-03）. （页面存档备份，存于）
226. ↑  Avenue, Human Rights Watch | 350 Fifth. . Human Rights Watch. 2019-08-15  [2019-12-11]. （原始内容存档于2020-08-05） （中文（简体））. （页面存档备份，存于）
227. ↑  . 美国之音.   [2019-12-11]. （原始内容存档于2021-04-16） （中文）. （页面存档备份，存于）
228. ↑  陳嘉洛. . 香港01. 2020-01-13  [2020-07-05]. （原始内容存档于2021-04-16）. （页面存档备份，存于）
229. ↑  美國宣佈制裁11名中港官員，林鄭月娥首當其衝 （页面存档备份，存于），2020年8月7日，BBC
230. ↑  羅冠聰. . 立場新聞. 2020-08-08  [2020-08-08]. （原始内容存档于2020-08-15）. （页面存档备份，存于）
231. ↑  .   [2014-11-29]. （原始内容存档于2014-12-21）. （页面存档备份，存于）
232. ↑  考警員須中英筆試 突然改制　被指趕絕毅進生 （页面存档备份，存于） 《蘋果日報》 2011年5月12日
233. 1 2  .   [2022-03-30]. （原始内容存档于2022-10-24）. （页面存档备份，存于）
234. ↑  .   [2022-10-31]. （原始内容存档于2022-10-31）. （页面存档备份，存于）
235. ↑  新入職警察學歷提高 （页面存档备份，存于） 《新聞公報》 2000年2月24日
236. ↑  SB-c036[永久]
237. ↑  .   [2010年12月4日]. （原始内容存档于2010年11月19日）. （页面存档备份，存于）
238. ↑   (PDF).   [2010-06-29]. （原始内容存档 (PDF)于2010-10-11）. （页面存档备份，存于）
239. ↑  警員憂學歷認證失敗 （页面存档备份，存于） 《太陽報》 2014年8月1日
240. ↑  .   [2010-10-03]. （原始内容存档于2011-10-18）. （页面存档备份，存于）
241. ↑  .   [2010-10-03]. （原始内容存档于2008-12-22）. （页面存档备份，存于）
242. ↑  經濟前景欠佳 起薪點逾三萬 投考警隊見習督察者增70% （页面存档备份，存于） 《星島日報》 2012年5月21日
243. ↑  警隊應徵爭崩頭 督察流失卻趨升 （页面存档备份，存于） 《文匯報》 2011年5月29日
244. ↑  近年督察級或以上流失率 （页面存档备份，存于） 《文匯報》 2011年5月29日
245. ↑  督察會研爭額外增薪點 （页面存档备份，存于） 《星島日報》 2011年5月28日
246. ↑  警隊新鐵三角篤定 （页面存档备份，存于） 《星島日報》 2012年9月12日
247. ↑  紀念在兩次世界大戰中陣亡的香港警隊成員  1914 - 1918   1939 - 1945 （页面存档备份，存于） 《警聲》 第786期
248. ↑  紀念因公殉職的皇家香港警隊及香港警隊成員 （页面存档备份，存于） 《警聲》 第786期
249. ↑  芝芝妹妹. . 香港01. 2019-12-11  [2019-12-18]. （原始内容存档于2019-12-18） （中文（香港））. （页面存档备份，存于）
250. ↑  BBC. . 2019-08-17  [2019-12-22]. （原始内容存档于2020-02-21） （英国英语）. （页面存档备份，存于）

## 外部連結
- （繁體中文）（简体中文）（英文）香港警務處（页面存档备份，存于）
- YouTube上的香港警察 Hong Kong Police頻道
- 香港警察 Hong Kong Police的Facebook專頁
- 香港警察Hong Kong Police的Instagram帳戶
- 香港警察的新浪微博
- Hong Kong Police Force的X（前Twitter）

| 成立殖民地警察隊 原因：於1844年5月1日根據1844年法令第12號在憲報上宣佈正式成立警察隊 | 英屬香港警察隊         | 香港日占時期下一位持有相同頭銜者： 英屬香港警察隊 |
| 前任： · 英屬香港警察隊                                                             | 英屬香港皇家香港警察隊 | 繼任： · 香港警務處                               |
| 前任： · 英屬香港皇家香港警察隊                                                     | 香港警務處             |                                                   |